# Томагавк (ракета)

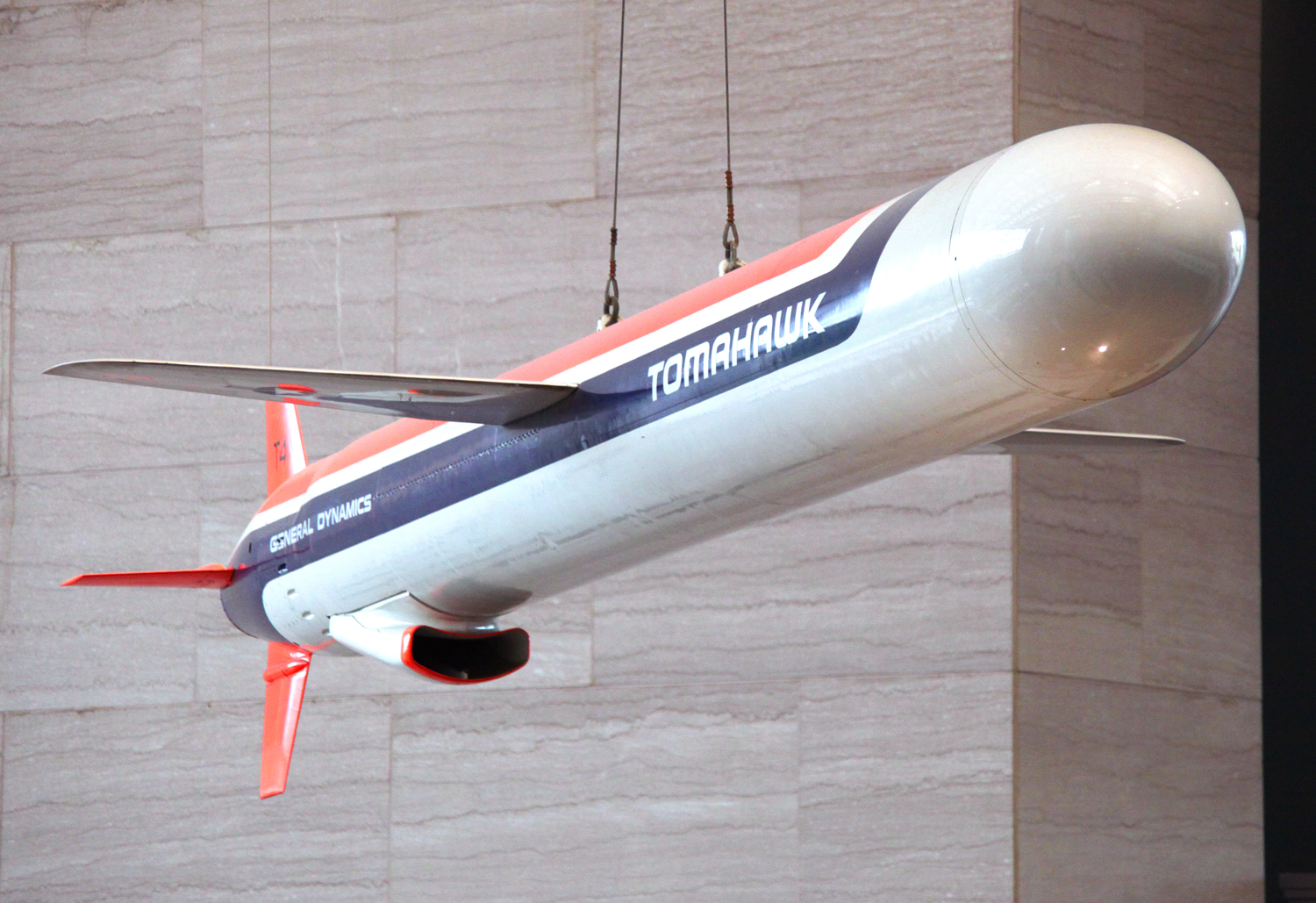
Ранний предсерийный образец ракеты в Национальном музее авиации и космонавтики, Вашингтон.

«Томага́вк» (англ. Tomahawk — по кодификации НАТО SS-66 [’tɒmə‚hɔ:k] ориг. произн. «То́махок»; по назв. одноимённого боевого топора североамериканских индейцев) — семейство американских многоцелевых высокоточных дозвуковых крылатых ракет (КР) большой дальности стратегического и тактического назначения подводного, надводного и сухопутного базирования. Совершает полёт на предельно малых высотах с огибанием рельефа местности. Находится на вооружении кораблей и подводных лодок ВМС США, использовалась во всех значительных военных конфликтах с участием США с момента её принятия на вооружение в 1983 году. Ориентировочная стоимость ракеты в 2017 году составляла 1,9 млн долларов США.

## Назначение
«Томагавк» является функциональным средством решения широкого спектра боевых задач и вместо штатной боевой части, ядерной или конвенциональной, ракета может выполнять функцию носителя кассетных боеприпасов для поражения групповых рассредоточенных целей (например, самолётов на аэродроме, стоянки техники или палаточного лагеря).
Также — оснащаться разведывательной аппаратурой и выполнять функции беспилотного самолёта-разведчика для фото- и видеосъёмки местности, либо оперативно доставить на удалённое расстояние какую-либо полезную нагрузку (боеприпасы, снаряжение) с приземлением на парашюте для передовых сил в ситуациях, когда доставка груза пилотируемыми летательными аппаратами невозможна или проблематична (погодно-климатические условия, противодействие средств ПВО противника и др.).
Дальность полёта увеличивается двумя путями, во-первых, за счёт снижения массы полётной нагрузки, во-вторых, за счёт увеличения высоты полёта ракеты на маршевом участке траектории (до захода в зону активного противодействия средств ПВО противника).

## История

### Предыстория
После Второй мировой войны свои программы разработки крылатых ракет велись с различным успехом в Советском Союзе и в Соединённых Штатах Америки. В то время, как в США с принятием на вооружение баллистических ракет подводных лодок «Поларис» и межконтинентальных баллистических ракет наземного базирования «Атлас», «Титан» и шахтного базирования «Минитмен» проекты разработки стратегических крылатых ракет флота нового поколения были свёрнуты, в результате чего образовался пробел в сегменте оперативно-тактических вооружений флота.
В СССР же указанные проекты продолжались и достигли впечатляющих результатов (советскими аналогами были ПКР «Термит-М», «Метель» и «Базальт»). Это, в свою очередь, привело к тому, что в 1972 году, впечатлённые советскими успехами, США возобновили программы разработки собственных КР.
При этом, в связи с достижениями научно-технического прогресса в области электроники и аэродинамики, проекты новых американских КР были значительно меньше по своим размерам и массе, чем их предшественники конца 1950-х — начала 1960-х годов.

### Разработка
В 1971 году руководство Военно-морских сил США инициировало работы по изучению возможности создания стратегической КР с подводным запуском. В начальной фазе работ рассматривались два варианта КР:
- первый вариант предусматривал разработку тяжёлой КР с подводным стартом и большой дальностью полёта — до 3000 морских миль (~ 5500 км) и размещение ракет на борту пяти ПЛАРБ типов «Джордж Вашингтон» и пяти типа «Этен Аллен» в пусковых установках БРПЛ UGM-27 «Поларис» (диаметром 1400 миллиметров), снимаемых с вооружения. Тем самым ПЛАРБ становились носителями стратегических крылатых ракет ПЛАРК;
- второй вариант предполагал разработку более лёгкой КР под 533-мм торпедные аппараты подводных лодок с дальностью полёта до 2500 км.

2 июня 1972 года был выбран более лёгкий вариант под торпедные аппараты, а в ноябре того же года промышленности были выданы контракты на разработку SLCM (англ. Submarine-Launched Cruise Missile) — крылатой ракеты подводных лодок. Позже от офицеров флота, курировавших проект, она получила своё словесное наименование «Томагавк».
В январе 1974 года два наиболее перспективных проекта были отобраны для участия в конкурсных демонстрационных пусках, а в 1975 году проектам фирм «General Dynamics» и «Ling-Temco-Vought» были присвоены обозначения ZBGM-109A и ZBGM-110A, соответственно (префикс «Z» в обозначении является статусным, и в системе обозначений МО США применялся для обозначения систем, существующих «на бумаге», то есть, в ранней стадии разработки). В то время как «General Dynamics» сконцентрировались на гидродинамических испытательных пусках ракеты с подводной лодки для отработки последовательности выхода ракеты из глубины на поверхность воды (на этом этапе был осуществлён один «сухой» пуск, когда ракета покидает пусковую шахту, выталкиваемая вверх сжатым воздухом, и восемь «мокрых» пусков с предварительным заполнением шахты водой), «Лин-Темко-Воут» заблаговременно провела аналогичные испытания ранее и уже приступила к работе над интеграцией двигателя с корпусом ракеты и усовершенствованием аэродинамических характеристик их опытного прототипа.
В феврале 1976 года первая попытка пуска из торпедного аппарата (ТА) прототипа YBGM-110A (префикс «Y» в обозначении) закончилась неудачно из-за неисправности ТА. Вторая попытка не была успешной из-за нераскрытия консолей крыла. В марте 1976 года, учитывая два безупречных пуска прототипа YBGM-109A и его менее рискованную конструкцию, ВМС США объявила победителем конкурса по программе SLCM ракету BGM-109, а работы по проекту BGM-110 были прекращены.
В тот же период руководство ВМФ решило, что SLCM должна быть принята на вооружение надводных кораблей, поэтому значение акронима SLCM было изменено на англ. Sea-Launched Cruise Missile — крылатая ракета морского базирования (КРМБ). Лётные испытания YBGM-109A, включая рельефометрическую систему коррекции TERCOM («Тёрком», англ. Terrain Contour Matching, которая в свою очередь является модифицированным вариантом аналогичных навигационных систем самолётов), продолжались в течение ряда лет. Подготовкой трёхмерных карт местности для программно-аппаратных комплексов навигационной аппаратуры ракет занималось Военное картографическое агентство Министерства обороны. Система TERCOM обеспечивает ракете полёт ниже радиолокационного горизонта, позволяя лететь на сверхмалой высоте, чуть выше верхушек деревьев или крыш зданий, усложняя задачу противнику своим зигзагообразным маршрутом полёта. Для большего повышения точности нанесения ударов рельефометрическая система была дополнена цифровым программно-отображающим площадным коррелятором (digital scene-matching area correlator), чтобы, по словам разработчиков, бить с точностью до почтового адреса и попадать в цель «через парадную дверь».

Блок электроники инерциальной навигационной аппаратуры производства E-Systems (слева) и McDonnell Douglas (в центре) для стратегической крылатой ракеты, а также McDonnell Douglas (справа) для тактической крылатой ракеты
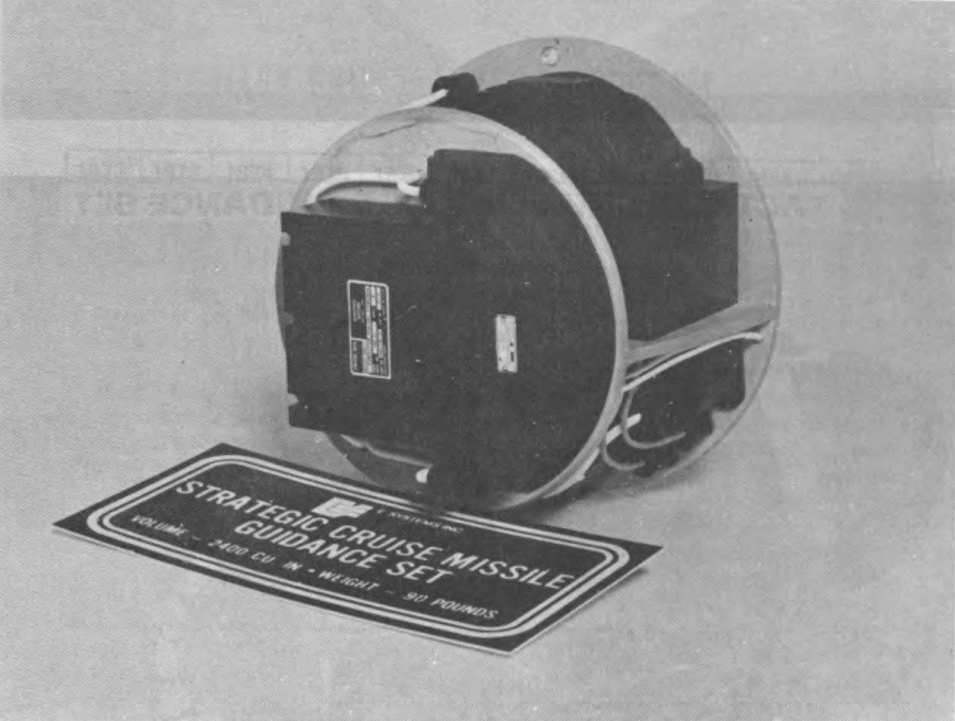
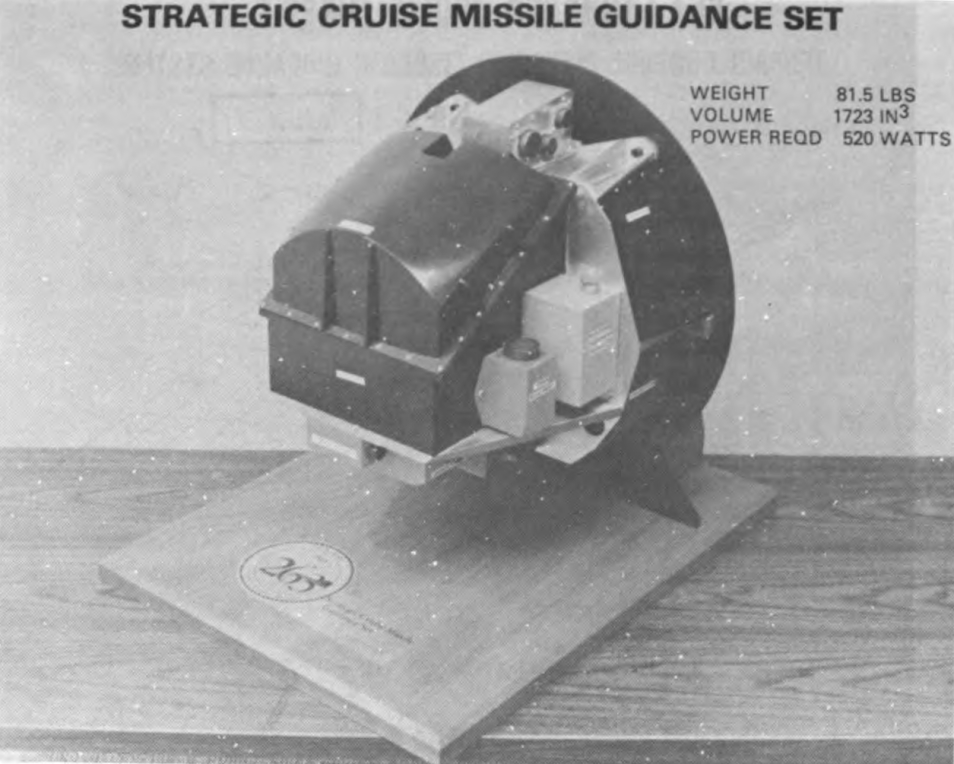
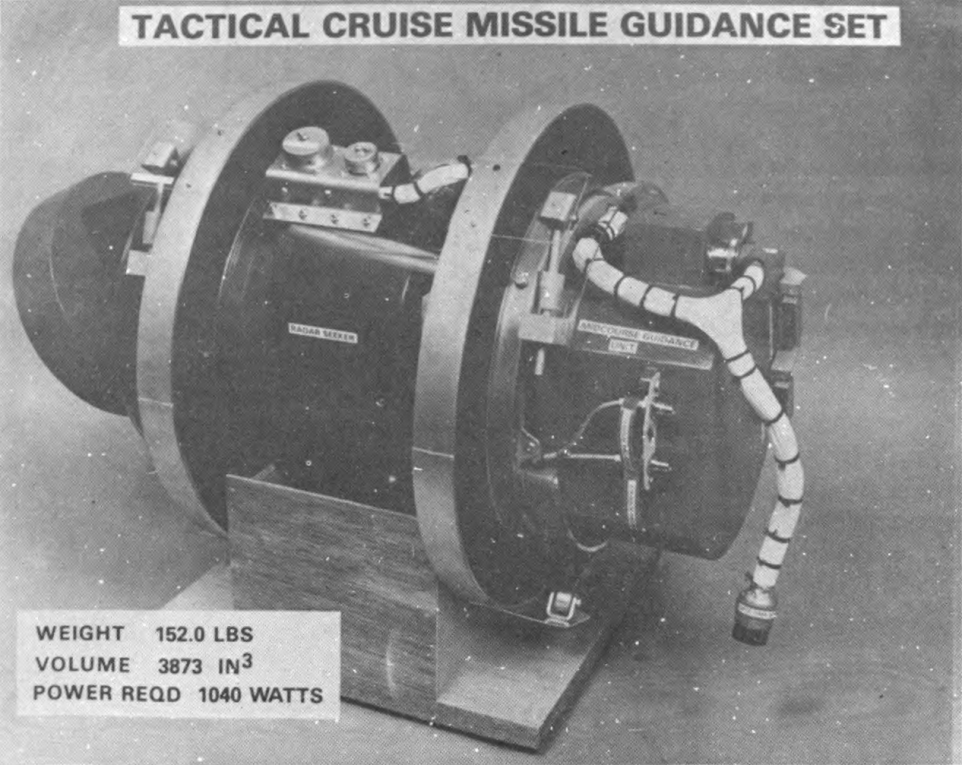

С 1976 года программа работ над авиационным «Томагавком» (TALCM) курировалась совместно ВМС и ВВС, которые также включились в программу разработки собственной крылатой ракеты воздушного базирования (англ. Air-Launched Cruise Missile) с прицелом на оснащение ею стратегической бомбардировочной авиации. Главным конкурентом «General Dynamics» в классе «воздух-поверхность» выступала компания «Boeing» со своей AGM-86 ALCM, наиболее интенсивная фаза испытаний пришлась на весну—лето и продлилась до конца 1976 года (что нехарактерно для проектов ракетного вооружения США, как правило, интенсификация пусков нарастает не в первый год, а по мере приближения контрольных испытаний). Совместные испытания с AGM-86A проходили по программе Командования стратегической авиации США. Тогда же в 1976 году, сухопутный вариант «Томагавка» (GLCM) был признан удовлетворяющим требованиям ВВС.
В январе 1977 года администрация президента Джимми Картера запустила программу, названную JCMP (англ. Joint Cruise Missile Project — Проект единой крылатой ракеты), которая предписывала ВВС и ВМС вести разработку их крылатых ракет на общей технологической базе. Одним из следствий реализации программы JCMP стало то, что дальнейшее развитие получил только один тип маршевой двигательной установки (ТРДД Williams F107 ракеты AGM-86) и системы коррекции по рельефу местности TERCOM (McDonnell Douglas AN/DPW-23 ракеты BGM-109). Ещё одним следствием стало прекращение работ по практически готовой к запуску в производство базовой модификации КР AGM-86A и проведение конкурсных лётных испытаний на роль основной крылатой ракеты воздушного базирования между удлинённым вариантом AGM-86 увеличенной до 2400 км дальности, обозначенным, как ERV ALCM (англ. Extended Range Vehicle, позднее стал AGM-86B) и AGM-109 (модификации YBGM-109A воздушного базирования). После проведённых в период между июлем 1979-го и февралём 1980 года лётных испытаний AGM-86B была объявлена победителем конкурса, а разработка AGM-109 воздушного базирования остановлена.
Морской вариант BGM-109 в это время продолжал развиваться. В марте 1980 года состоялось первое надводное лётное испытание серийной ракеты BGM-109A Tomahawk с борта эсминца типа «Спрюэнс» USS Merrill (DD-976) (англ. USS Merrill (DD-976)), а в июне того же года выполнен успешный пуск серийного «Томагавка» с подводной лодки USS Guitarro (SSN-665) типа «Стёджен». Это был первый в мире пуск стратегической КР с борта подводной лодки. Для вооружения «Томагавком» надводных кораблей ракету предстояло сопрячь с другими боевыми средствами корабля, для этого требовалась система управления бортовым вооружением, аналогичная уже имевшейся на кораблях, оснащённых ракетами «Гарпун».
Оценочная стоимость одной ракеты на стадии разработки и испытаний колебалась в зависимости от объёма заказа: $560 тыс. (1973), $690 тыс. (1977).
Стоимость одного пуска КР «Томагавк» в марте 2011 года составляла около 1,5 млн долларов США.

### Испытания

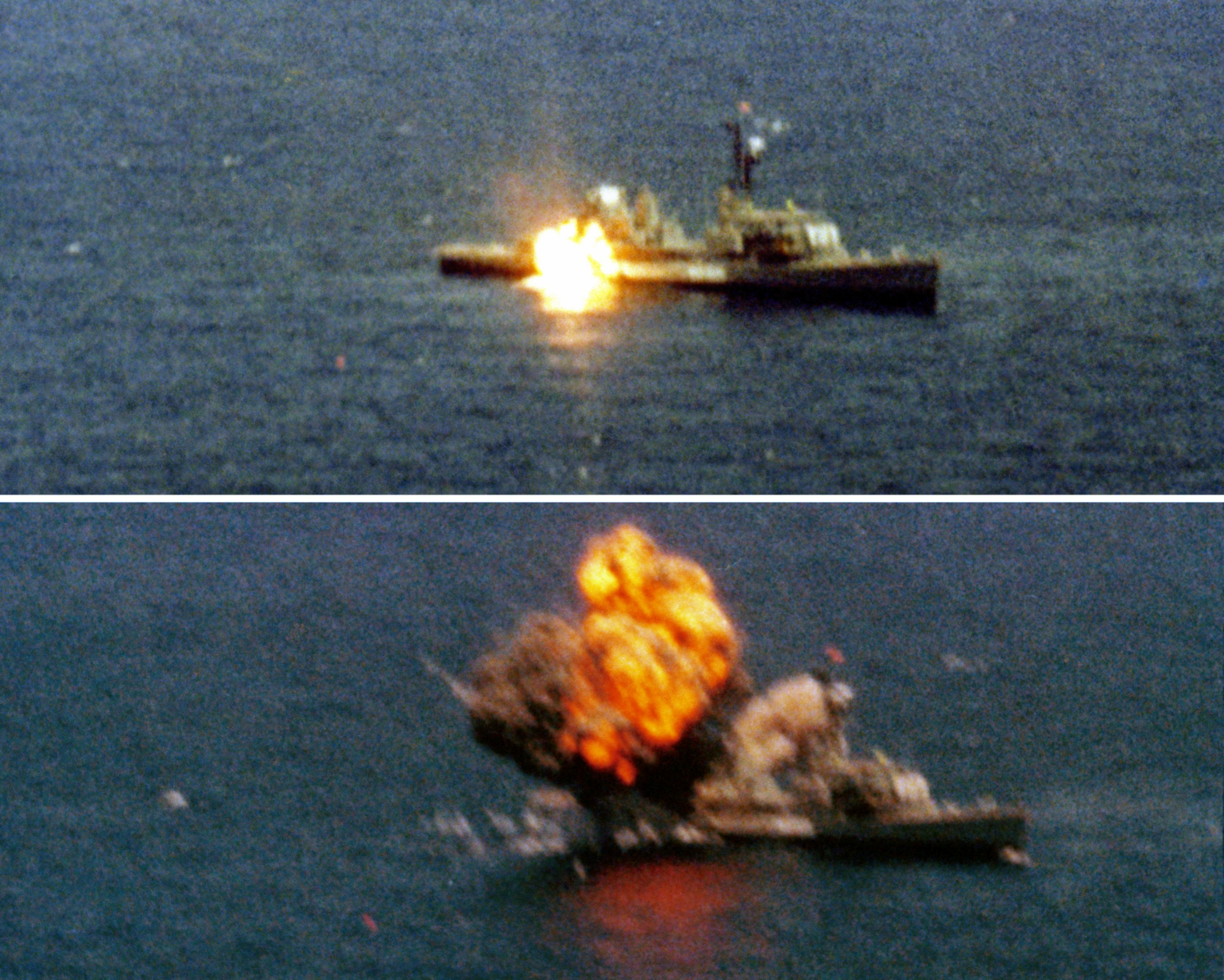
Потопление противокорабельной ракетой эсминца «Агерхольм» в ходе флотских испытаний

Лётные испытания КРМБ Tomahawk продолжались в течение шести лет, контрольные испытания в течение трёх лет, за это время было произведено более 100 пусков, как результат, в марте 1983 года было объявлено о достижении ракетой эксплуатационной готовности и были выданы рекомендации к принятию на вооружение.
Начиная с 1976 года все пункты программы НИОКР выполнялись с опережением календарного плана. Исходная программа испытаний предусматривала 101 пуск ракет, оснащённых РЛГСН ПКР «Гарпун» и самолётной навигационной системой TERCOM с начала 1977 по конец 1979 года (из них 53 пусков для технической оценки лётных характеристик, 10 пусков ракет с ядерной боевой частью по программе Администрации энергетических исследований и разработок, 38 пусков для оценки боевых возможностей в условиях различных вводных тактических ситуаций). Опытные пуски для оценки видимости с земли силуэта пролетающей ракеты визуальным и инструментальным способом, а также оставляемого ею теплового следа (при помощи специальной инфракрасной фиксирующей аппаратуры) проводились на полигоне «Уайт-Сендз». Кроме того, программа испытаний включала опытные пуски на полигоне авиабазы «Хилл» в штате Юта. Контрольные замеры эффективной отражающей площади массо-габаритных макетов ракет LTV и General Dynamics были сняты в установке для определения радиолокационных сечений летательных аппаратов на авиабазе «Холломан» (обе авиабазы расположены в штате Нью-Мексико). Устойчивость бортовой электроники и других систем ракеты к воздействию электромагнитного излучения ядерного взрыва измерялось в лабораториях корпорации IRT в Сан-Диего, штат Калифорния.
Несмотря на интенсивность и высокую продуктивность работ на начальном этапе (в ходе опытных пусков в 1976 году система наведения показала результаты в три раза лучше ожидаемых, полёты ракет на сверхмалых высотах превзошли требования по минимальной высоте), программа испытаний затянулась по времени в сравнении с исходным планом и в итоге, со времени начала испытаний до середины 1982 года было выполнено 89 пусков. В целях экономии средств, опытные прототипы ракет вместо боевой части оснащались парашютной системой, срабатывавшей по завершении выполнения ракетой полётного задания (или по команде с пункта управления испытаниями) для обеспечения сохранности встроенной телеметрической аппаратуры и последующего изучения обстоятельств каждого опытного пуска. В ходе 20 первых запусков 17 ракет были успешно подобраны.
| Перечень пусков по программе лётных испытаний | Перечень пусков по программе лётных испытаний | Перечень пусков по программе лётных испытаний | Перечень пусков по программе лётных испытаний | Перечень пусков по программе лётных испытаний | Перечень пусков по программе лётных испытаний | Перечень пусков по программе лётных испытаний |
| № пуска                                       | дата и время                                  | № ракеты                                      | тип ПУ                                        | тип ракеты                                    | примечание | результат                                     |
| --------------------------------------------- | --------------------------------------------- | --------------------------------------------- | --------------------------------------------- | --------------------------------------------- | --- | --------------------------------------------- |
| 1                                             | 13 февраля 1976                               | T4:1                                          | ТА                                            | планер                                        | Бросковое испытание | успешный                                      |
| 2                                             | 15 февраля 1976                               | T6:1                                          | ТА                                            | планер                                        | Бросковое испытание | успешный                                      |
| 3                                             | 28 марта 1976                                 | T7:1                                          | Самолёт A-6                                   | планер                                        | Интеграция ДУ и СУ с ракетой. 1-е лётное испытание с маршевой ДУ | успешный                                      |
| 4                                             | 26 апреля 1976                                | T8:1                                          | A-6                                           | планер                                        | Устойчивость при флаттере и управление | успешный                                      |
| 5                                             | 16 мая 1976                                   | T8:2                                          | A-6                                           | планер                                        | Расширение режимов полёта | успешный                                      |
| 6                                             | 5 июня 1976                                   | T9:1                                          | A-6                                           | РПНЦ                                          | Интеграция СУ и ДУ с ракетой. 1-й полёт с СУ с коррекцией TERCOM | успешный                                      |
| 7                                             | 11 июня 1976                                  | T8:3                                          | A-6                                           | планер                                        | Расширение режимов полёта | аварийный                                     |
| 8                                             | 16 июля 1976                                  | T9:2                                          | A-6                                           | РПНЦ                                          | Отработка системы навигации, TERCOM, 1-й полёт с демонстрацией огибания рельефа | успешный                                      |
| 9                                             | 30 июля 1976                                  | T9:3                                          | A-6                                           | РПНЦ                                          | Отработка системы навигации, TERCOM, огибания рельефа | аварийный                                     |
| 10                                            | 8 августа 1976                                | T8:4                                          | A-6                                           | планер                                        | Определение индикаторной воздушной скорости; отработка низковысотного полёта | успешный                                      |
| 11                                            | 27 августа 1976                               | T10:1                                         | A-6                                           | РПНЦ                                          | Наращивание лётных характеристик | успешный                                      |
| 12                                            | 1 сентября 1976                               | T8:5                                          | A-6                                           | планер                                        | Отработка манёвра на конечном участке, расширение лётных режимов | успешный                                      |
| 13A                                           | 28 сентября 1976                              | T10:2                                         | A-6                                           | РПНЦ                                          | 1-я демонстрация возможности поражения наземной цели | успешный                                      |
| 13B                                           | 30 сентября 1976                              | T10:2                                         | A-6                                           | РПНЦ                                          | 1-я демонстрация возможности поражения наземной цели | успешный                                      |
| 14                                            | 14 октября 1976                               | T11:1                                         | A-6                                           | планер                                        | Наращивание лётных характеристик | успешный                                      |
| 15                                            | 15 ноября 1976                                | T11:2                                         | A-6                                           | планер                                        | Наращивание лётных характеристик | аварийный                                     |
| 16                                            | 7 декабря 1976                                | T12:1                                         | A-6                                           | ПКР                                           | 1-я демонстрация загоризонтного поиска и захвата надводной цели | успешный                                      |
| 17                                            | 29 января 1977                                | T10:3                                         | Самолёт                                       | РПНЦ                                          | 1-й лётное испытание SMAC — системы коррекции по изображению местности, для снижения КВО | успешный                                      |
| 18                                            | 11 февраля 1977                               | T12:2                                         | Самолёт                                       | ПКР                                           | Отработка загоризонтного поиска и захвата цели | успешный                                      |
| 19                                            | 24 февраля 1977                               | T5:1                                          | Наземная ПУ                                   | планер                                        | 1-й пуск из контейнера, 1-й пуск с мобильной наземной ПУ, отработка перехода со стартовой на маршевую ДУ | успешный                                      |
| 20                                            | 19 марта 1977                                 | T10:4                                         | Самолёт                                       | РПНЦ                                          | Свободный полёт по наземному маршруту, отработка SMAC | успешный                                      |
| 21                                            | 12 апреля 1977                                | T12:3                                         | Самолёт                                       | ПКР                                           | Отработка проекта загоризонтного радиолокационного наведения «Outlaw Shark» через ПЛ-посредник, расширение режимов полёта | успешный                                      |
| XXX                                           | 9 июня 1977                                   | T6:4                                          | ТА                                            | ПКР                                           | Оценка возможности полёта в противоположном направлении | успешный                                      |
| 22                                            | 20 июня 1977                                  | T3:1                                          | ТА                                            | ПКР                                           | Отработка выхода из воды и перехода на маршевый двигатель, подготовительный к первому подводному пуску | аварийный                                     |
| 23                                            | 7 января 1978                                 | T10:5                                         | Самолёт                                       | РПНЦ                                          | 1-е лётное испытание в рамках оценки живучести от средств ПВО, оценка системы «свой-чужой» | успешный                                      |
| 24                                            | 2 февраля 1978                                | T4:2                                          | USS Barb                                      | РПНЦ                                          | 1-й пуск с ПЛ, с перископной глубины | успешный                                      |
| 25                                            | 2 февраля 1978                                | T14:1                                         | USS Barb                                      | ПКР                                           | пуск с перископной глубины | частично успешный                             |
| 26                                            | 16 марта 1978                                 | T11:3                                         | Самолёт                                       | РПНЦ                                          | низковысотный пуск, полёт по заранее подготовленному полётному заданию, оценка живучести (от средств ПВО) | успешный                                      |
| 27                                            | 18 апреля 1978                                | T11:4                                         | Самолёт                                       | РПНЦ                                          | оценка живучести (от средств ПВО) | успешный                                      |
| 28                                            | 24 апреля 1978                                | T4:3                                          | Наземная ПУ                                   | РПНЦ                                          | 2-й наземный пуск; отработка мобильной ПУ, стартовой ДУ, СУ, оценка лётных данных | успешный                                      |
| 29                                            | 26 мая 1978                                   | T10:6                                         | Самолёт                                       | РПНЦ                                          | 1-я демонстрация TAAM: оценка отделения боевых элементов кассетной БЧ, поражение взлётной полосы; коррекция от DSMAC | успешный                                      |
| 30                                            | 21 июня 1978                                  | T11:5                                         | Самолёт                                       | РПНЦ                                          | Полёт по заранее подготовленному полётному заданию, оценка живучести (от средств ПВО), попутно проверялись боевые возможности по захвату и сопровождению крылатой ракеты с земли радиолокационными станциями наведения ЗРК Hawk и Roland, ИК ГСН ЗУР Chaparral, Stinger и Redeye | успешный                                      |
| 31                                            | 25 июля 1978                                  | T13:1                                         | ПЛ                                            | ПКР                                           | оценка траектории при загоризонтном наведении | аварийный                                     |
| 32                                            | 25 июля 1978                                  | T18:1                                         | ПЛ                                            | ПКР                                           | Оценка траектории при загоризонтном наведении | аварийный                                     |
| 33                                            | 28 июля 1978                                  | T11:6                                         | Самолёт                                       | наземная цель                                 | Полёт по заранее подготовленному полётному заданию, отработка огибания рельефа, оценка живучести | успешный                                      |
| 34                                            | 14 сентября 1978                              | T4:4                                          | Подвижный стенд                               | РПНЦ                                          | Отработка надводного пуска с динамической платформы (т. н. «качающийся стенд»), оценка живучести | аварийный                                     |
| 35                                            | 30 октября 1978                               | T11:7                                         | Самолёт                                       | РПНЦ                                          | Полёт по заранее подготовленному ПЗ, отработка огибания рельефа, оценка живучести | частично успешный                             |
| 36                                            | 13 декабря 1978                               | T11:8                                         | Самолёт                                       | РПНЦ                                          | Полёт по заранее подготовленному ПЗ, отработка огибания рельефа, оценка живучести | успешный                                      |
| 37                                            | 29 января 1979                                | T20:1                                         | Наземная ПУ                                   | ПКР                                           | Оценка системы уплотнений, пиротехнической системы, запуска ДУ и перехода на маршевый | успешный                                      |
| 38                                            | 14 февраля 1979                               | T18:2                                         | ПЛ                                            | ПКР                                           | Отработка подводного пуска на заданной глубине и скорости: оценка системы уплотнений, пиротехнической системы, запуска ДУ и перехода на маршевый | успешный                                      |
| 39                                            | 22 февраля 1979                               | T24:1                                         | ПЛ                                            | ПКР                                           | Оценка TASM на глубине, оценка системы выравнивания давления | успешный                                      |
| 40                                            | 13 апреля 1979                                | T20:2                                         | Наземная ПУ                                   | ПКР                                           | 1-е испытание ПКР с системой пассивного обнаружения PI/DE; контроль качества запуска ДУ, оценка полёта с контролем качества ДУ | успешный                                      |
| 41                                            | 21 апреля 1979                                | T11:9                                         | Самолёт                                       | РПНЦ                                          | Проверка новой системы TERCOM/карт конечного участка. Оценка живучести | аварийный                                     |
| 42                                            | 7 июня 1979                                   | T10:7                                         | Самолёт                                       | РПНЦ                                          | Проверка новой системы TERCOM/карт конечного участка. Оценка живучести | аварийный                                     |
| 43                                            | 28 июня 1979                                  | T18:3                                         | ПЛ                                            | ПКР                                           | Загоризонтное наведение в реальном режиме времени, 1-й пуск с использованием СУО Mk117, оценка живучести | успешный                                      |
| 44                                            | 17 июля 1979                                  | AL2:1                                         | Самолёт                                       | РПНЦ                                          | 1-й пуск со вращающейся ПУ. Отработка модифицированной (Case I) навигационной системы. | успешный                                      |
| 45                                            | 19 июля 1979                                  | T24:2                                         | ПЛ                                            | ПКР                                           | Отработка АРЛГСН в режимах поиска PL2 и пассивного обнаружения PI/DE | успешный                                      |
| 46                                            | 1 августа 1979                                | AL1:1                                         | Самолёт                                       | РПНЦ                                          | Отработка навигационной системы | нет данных                                    |
| 47                                            | 8 августа 1979                                | T17:1                                         | ПЛ                                            | РПНЦ                                          | Интеграция средств Департамента энергетики (спец. БЧ или станция помех). Демонстрация атаки наземной цели; обновление TERCOM; прорыв ПВО | аварийный                                     |
| 48                                            | 9 августа 1979                                | T20:3                                         | ПЛ                                            | ПКР                                           | Оценка СУО Mk117; отработка АРЛГСН в режимах поиска PL2 и пассивного обнаружения PI/DE, загоризонтного наведения; оценка живучести | аварийный                                     |
| 49                                            | 9 сентября 1979                               | T24:3                                         | Самолёт                                       |                                               | 1-й пуск AGM-109 с пилона B-52 | нет данных                                    |
| 50                                            | (13) 14 сентября 1979                         | T18:4                                         | Наземная ПУ                                   | ПКР                                           | 1-й вертикальный пуск; использование режима SWT АРЛГСН | успешный                                      |
| 51                                            | 29 сентября 1979                              | AL4:1                                         | Самолёт                                       | РПНЦ                                          | Оценка лётных характеристик | нет данных                                    |
| 52                                            | 27 октября 1979                               | AL2:2                                         | Самолёт                                       | РПНЦ                                          | Попадание в цель | нет данных                                    |
| 53                                            | 7 ноября 1979                                 | T17:2                                         | ПЛ                                            | РПНЦ                                          | Проверка передатчика S-диапазона (Департамент энергетики, спец. БЧ или станция помех). Отработка атаки наземной цели; сбор данных по условиям работы боевой части; | успешный                                      |
| 54                                            | 15 ноября 1979                                | AL6:1                                         | Самолёт                                       | РПНЦ                                          | Пуск на большой высоте и скорости полёта носителя | нет данных                                    |
| 55                                            | 6 декабря 1979                                | AL1:2                                         | Самолёт                                       | РПНЦ                                          | Оценка лётных характеристик | нет данных                                    |
| 56                                            | 27 декабря 1979                               | AL4:2                                         | Самолёт                                       | РПНЦ                                          | Пуск на малой высоте полёта носителя, оценка лётных характеристик | нет данных                                    |
| 57                                            | 24 января 1980                                | AL7:1                                         | Самолёт                                       | РПНЦ                                          | Пуск на большой высоте и скорости полёта носителя, попадание в цель | нет данных                                    |
| 58                                            | 8 февраля 1980                                | AL5:1                                         | Самолёт                                       | РПНЦ                                          | Пуск по плану Стратегического авиационного командования, оценка лётных характеристик | нет данных                                    |
| 59                                            | 13 марта 1980                                 | T19:1                                         | Наземная ПУ                                   | ПКР                                           | 1-й пуск c наклонной счетверённой ПУ Mk143 ABL для надводных кораблей; использование режима SWT АРЛГСН | успешный                                      |
| 60                                            | 19 марта 1980                                 | T27:1                                         | USS Merrill                                   | ПКР                                           | 1-й пуск c надводного корабля; демонстрация взаимодействия «корабль/интегрированная система управления оружием/ПУ Mk143 ABL» | частично успешный                             |
| 61                                            | 16 мая 1980                                   | T16:1                                         | Наземная ПУ                                   | РПНЦ                                          | 1-й пуск по программе GLCM c мобильной ПУ TEL; отработка специальной БЧ W84 | успешный                                      |
| 62                                            | 6 июня 1980                                   | T20:4                                         | ПЛ USS Guitarro                               | ПКР                                           | Отработка модифицированной СУО Mk117 Mod (6T) и загоризонтного наведения | успешный                                      |
| 63                                            | 8 июля 1980                                   | T24:4                                         | ПЛ                                            | ПКР                                           | Максимальная глубина и скорость ПЛ; отработка процесса подготовки траектории управляемого полёта | аварийный                                     |
| 64                                            | 16 августа 1980                               | T15:1                                         | Самолёт                                       | РПНЦ                                          | Демонстрация характеристик DSMAC Block I и СУ Block III | аварийный                                     |
| 65                                            | 26 ноября 1980                                | T16:2                                         | Наземная ПУ                                   | РПНЦ                                          | 1-й пуск с прототипа вертикальной ПУ VLS (наземный) | успешный                                      |
| 66                                            | 16 декабря 1980                               | T27:2                                         | ПЛ                                            | ПКР                                           | Максимальная глубина и скорость ПЛ; отработка процесса подготовки полётного задания | аварийный                                     |
| 67                                            | 15 января 1981                                | T42:1                                         | ПЛ                                            | ПКР                                           | Демонстрация характеристик ракеты в режиме наведения ГСН PL2, 1-е реальное поражение цели | успешный                                      |
| 68                                            | 21 января 1981                                | T28:1                                         | ПЛ                                            | ПКР                                           | Демонстрация характеристик ракеты в режиме наведения ГСН BOL («пуск только по пеленгу» — ГСН включается сразу после пуска) | успешный                                      |
| 69                                            | 23 января 1981                                | T43:1                                         | ПЛ                                            | ПКР                                           | Демонстрация характеристик ракеты в режиме наведения ГСН PL4 | успешный                                      |
| 70                                            | 15 февраля 1981                               | T17:3                                         | ПЛ                                            | РПНЦ                                          | 1-я атака наземной цели полностью штатной ракетой с обычным снаряжением; оценка системы DSMAC Block 1 | успешный                                      |
| 71                                            | 20 марта 1981                                 | T40:1                                         | ПЛ                                            | ПКР                                           | Демонстрация характеристик ракеты в режиме наведения ГСН PL3 | успешный                                      |
| 72                                            | 28 марта 1981                                 | T50:1                                         | ПЛ                                            | РПНЦ                                          | 1-й подводный пуск ракеты в обычном снаряжении, по наземной цели; демонстрация выдачи коррекции системами TERCOM и DSMAC | успешный                                      |
| 73                                            | 10 июля 1981                                  | T51:1                                         | ПЛ                                            | РПНЦ                                          | 1-е поражение реальной наземной цели; демонстрация системы планирования ракетных ударов | успешный                                      |
| 74                                            | 30 июля 1981                                  | T50:2                                         | ПЛ                                            | РПНЦ                                          | Оценка ракеты в обычном снаряжении | успешный                                      |
| 75                                            | 2 августа 1981                                | T41:1                                         | ПЛ                                            | ПКР                                           | Демонстрация характеристик ракеты в режиме наведения ГСН PL2 | аварийный                                     |
| 76                                            | 19 сентября 1981                              | T17:4                                         | Самолёт                                       | РПНЦ                                          | 1-й полёт в ночных условиях; оценка DSMAC в ночных условиях | успешный                                      |
| 77                                            | 27 октября 1981                               | T52:1                                         | ПЛ                                            | РПНЦ                                          | Аттестация TLAM-C — ракеты в обычном снаряжении для атаки наземной цели | успешный                                      |
| 78                                            | 7 ноября 1981                                 | T54:1                                         | ПЛ                                            | РПНЦ                                          | Аттестация TLAM-C | аварийный                                     |
| 79                                            | 14 декабря 1981                               | T53                                           | ПЛ                                            | РПНЦ                                          | Аттестация TLAM-C | нет данных                                    |
| 80                                            | 28 января 1982                                | T48                                           | ПЛ                                            | ПКР                                           | | нет данных                                    |
| 81                                            | 25 февраля 1982                               | T72:1                                         | Наземная ПУ                                   | РПНЦ                                          | 2-й пуск по программе GLCM с передачей полётного задания на TEL от LCC | нет данных                                    |
| 82                                            | 25 марта 1982                                 | T73:1                                         | Наземная ПУ                                   | РПНЦ                                          | Оценка GLCM | нет данных                                    |
| 83                                            | 30 марта 1982                                 | T56                                           | ПЛ                                            | РПНЦ                                          | Войсковые испытания TLAM-C (OPEVAL — буквально оценка операций) | нет данных                                    |
| 84                                            | 19 мая 1982                                   | T74:1                                         | Наземная ПУ                                   | РПНЦ                                          | Войсковая оценка GLCM (OPEVAL) | нет данных                                    |
| 85                                            | 21 мая 1982                                   | T55                                           | ПЛ                                            | РПНЦ                                          | Оценка TLAM-C | нет данных                                    |
| 86                                            | 8 июля 1982                                   | T60                                           | ПЛ                                            | ПКР                                           | Оценка TASM в войсковых условиях (OPEVAL) | цель поражена                                 |
| 87                                            | 18 июля 1982                                  | T45                                           | ПЛ                                            | ПКР                                           | Оценка TASM в войсковых условиях (OPEVAL). Реальная БЧ, потопление мишени (списанного эсминца «Агерхольм») | цель поражена                                 |
| 88                                            | 20 июля 1982                                  | T46                                           | ПЛ                                            | ПКР                                           | Оценка TASM в войсковых условиях (OPEVAL) | промах                                        |
| 89                                            | 26 июля 1982                                  | T107                                          | ПЛ                                            | ПКР                                           | Войсковая оценка TASM (OPEVAL) | промах                                        |
|                                               | октябрь 1986                                  |                                               | РК                                            | РПНЦ                                          | Проверка боевых возможностей ракеты, пуск с корабля-носителя в Мексиканском заливе по наземному заглублённому бункеру на расстоянии более 800 км, полёт на высоте до 150 метров с противорадиолокационным манёвром на подлёте к цели                                             | цель поражена                                 |

Следует учитывать, что в перечень испытаний не были включены попытки запуска, несостоявшиеся по техническим причинам (no-go), как-то: несрабатывание системы зажигания и другие причины, в силу которых тот или иной пуск не состоялся. Кроме того, военные чины предпочитали не употреблять выражение «неудачный пуск» (failure), используя вместо него более обтекаемую формулировку «частично успешный пуск» (partial success), подразумевая при этом, что всё шло успешно до момента сбоя или отказа в работе той или иной подсистемы.

### Хронология[21][19][27]
Стадия предпроектной подготовки
- I-й квартал 1973 — начало концептуальной проработки, формулирование тактико-технического задания

Стадия проектирования
- I-й квартал 1974 — Совет по оборонным закупкам при Министерстве обороны США одобряет начало работ по проекту новой крылатой ракеты для вооружения флота
- 12 июня 1974 — заключены два контракта на разработку системы наведения и инерциальной навигации ракеты на конкурсной основе (McDonnell Douglas и E-Systems)
- I-й квартал 1975 — Совет по оборонным закупкам одобряет начало работ по проекту новой крылатой ракеты DSARC 1A
- II-й квартал 1975 — оценка ВМС конкурирующих проектов (макетов в натуральную величину и технических проектов), представленных различными корпорациями-участницами конкурса (LTV и General Dynamics — ракета, Williams Research и Teledyne — маршевый двигатель, Atlantic Research и Thiokol — стартовый двигатель)

Стадия испытаний и оценки технических параметров
- 13 февраля 1976 — первый пуск неуправляемого прототипа
- 28 марта 1976 — первый пуск управляемого прототипа, на два месяца раньше плана
- июнь 1976 — заключён контракт по созданию двигателя ракеты (Williams Research)
- 5 июня 1976 — первый полностью автономный полёт ракеты, на четыре месяца раньше плана
- 24 февраля 1977 — первый пуск с наземной пусковой установки, Совет по оборонным закупкам одобряет решение о создании на базе уже имеющихся наработок сухопутного варианта ракеты.
- 14 января 1977 — решение Министерства обороны о начале полномасштабных испытаний вариантов ракет подводного и корабельного базирования
- 20 июля 1977 — сотрудниками ФБР в Майами после длительной оперативной разработки и сбора доказательной базы арестованы гражданин США Карл Хайзер и гражданин ФРГ Карл Вайшенберг по обвинению в попытке приобретения за $250 тыс. деталей ракеты «Томагавк» в интересах СССР для последующей переправки её контрабандным путём на прогулочном моторном катере через Мексиканский залив представителю советской разведки на Кубе
- 26 июля 1982 — завершение испытаний ракеты.

## Конструкция

### Запуск
Запуск ракет с плавсредств-носителей осуществляется через торпедные аппараты подводных лодок калибра 533 миллиметра и более и с надводных кораблей из наклонных ПУ типа ABL (Mk 143) и установок вертикального пуска Mk 41 (также некоторые типы АПЛ оснащены этими вертикальными пусковыми установками). Для запуска ракет модификации BGM-109G использовались наземные пусковые контейнерные установки TEL, но, в связи с заключением в 1987 году договора между СССР и США о ликвидации ракет средней и меньшей дальности, они были сняты с вооружения и уничтожены к 1991 году.

Торпедный аппарат и установка вертикального пуска подводной лодки, установка вертикального пуска и выдвижная пусковая установка надводного корабля, приспособленные под размещение ракет «Томагавк»
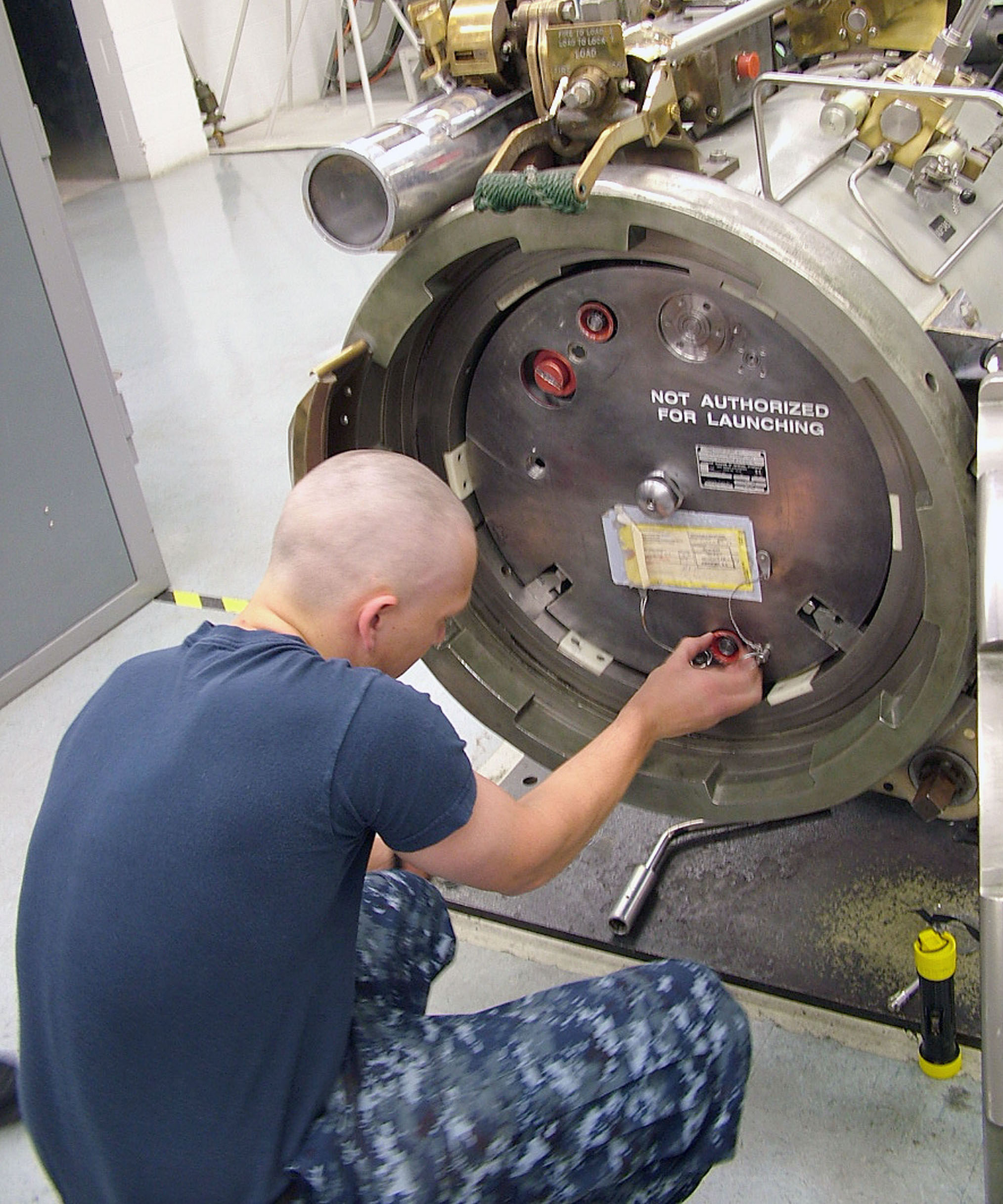
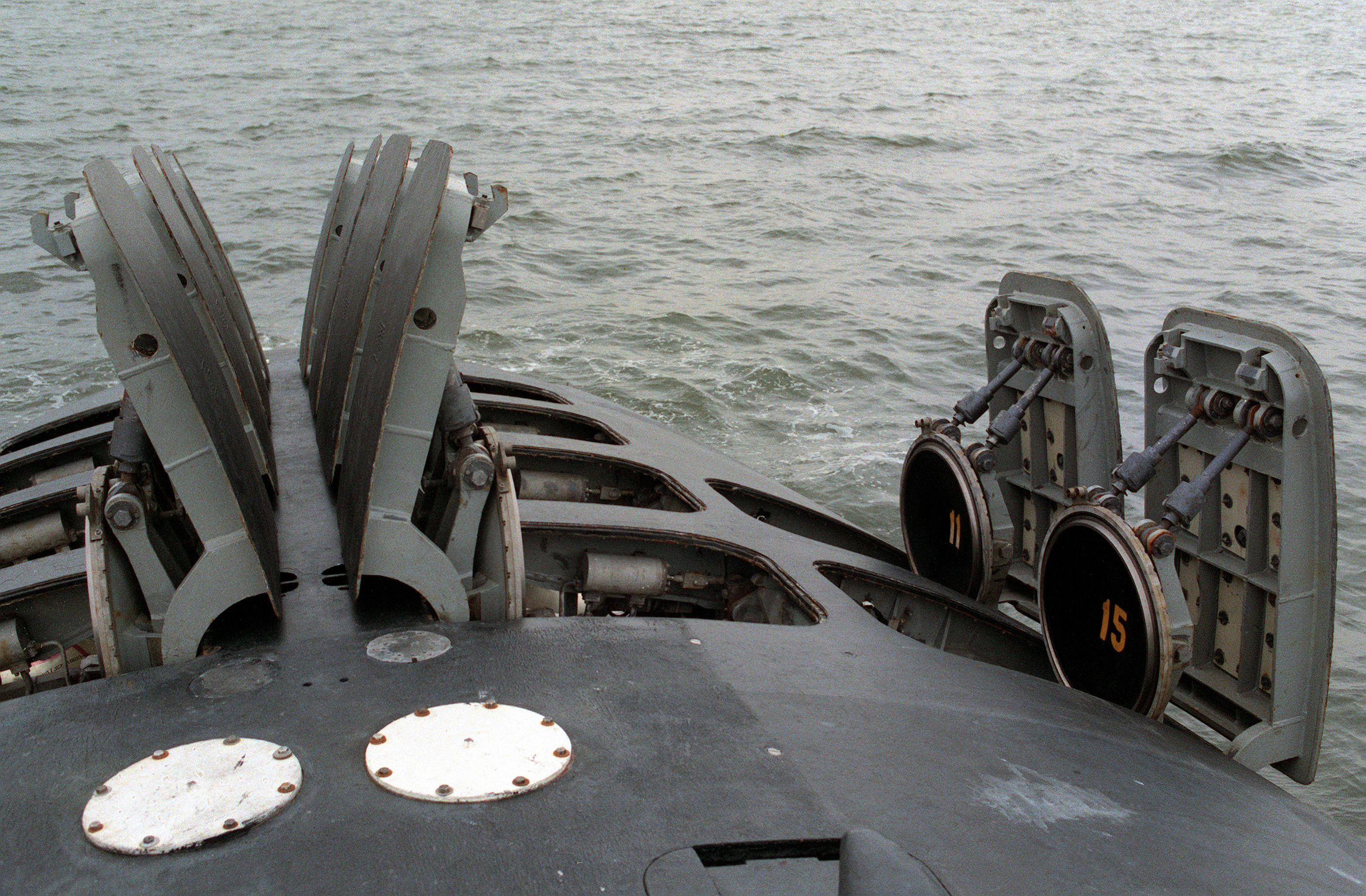
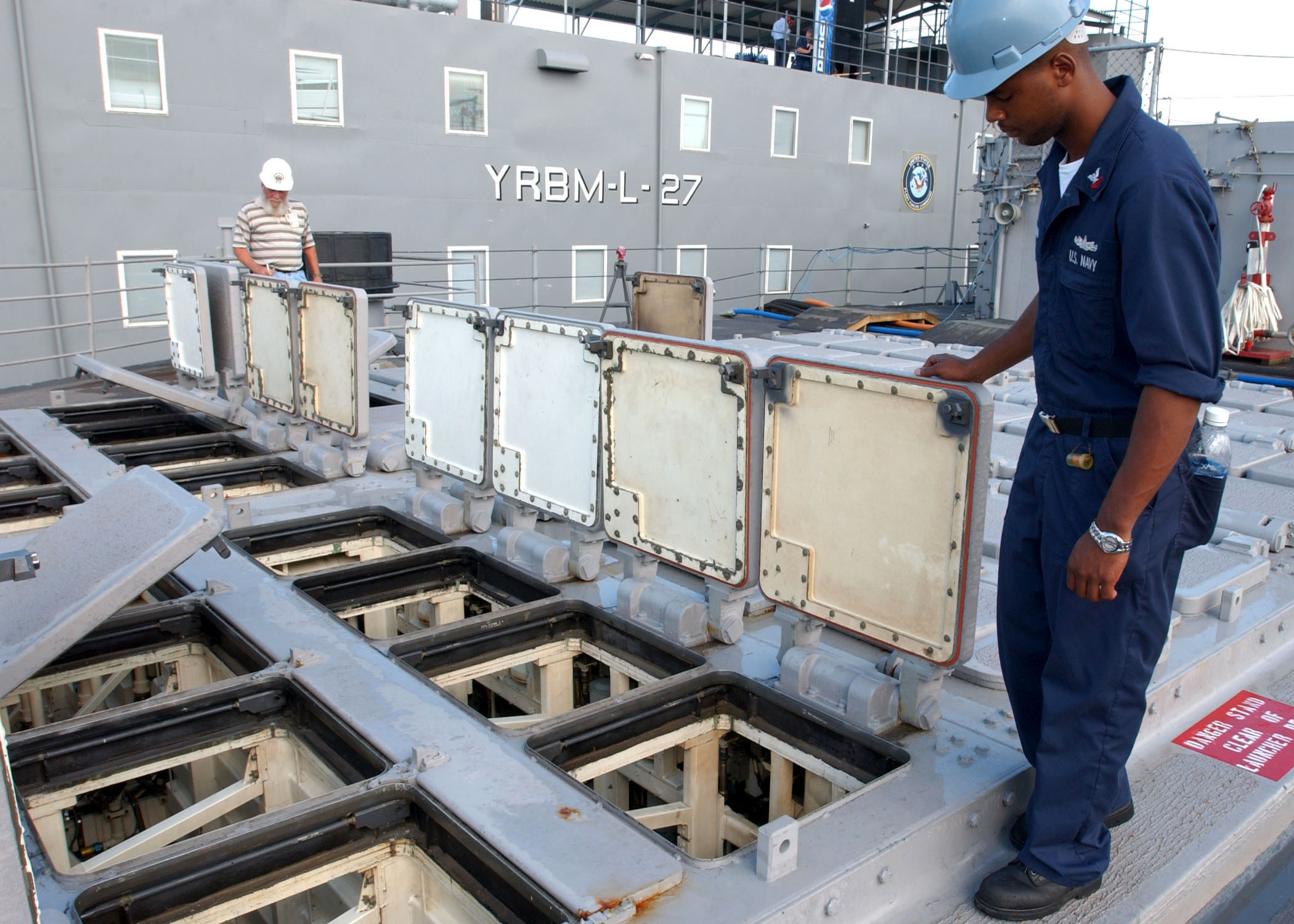
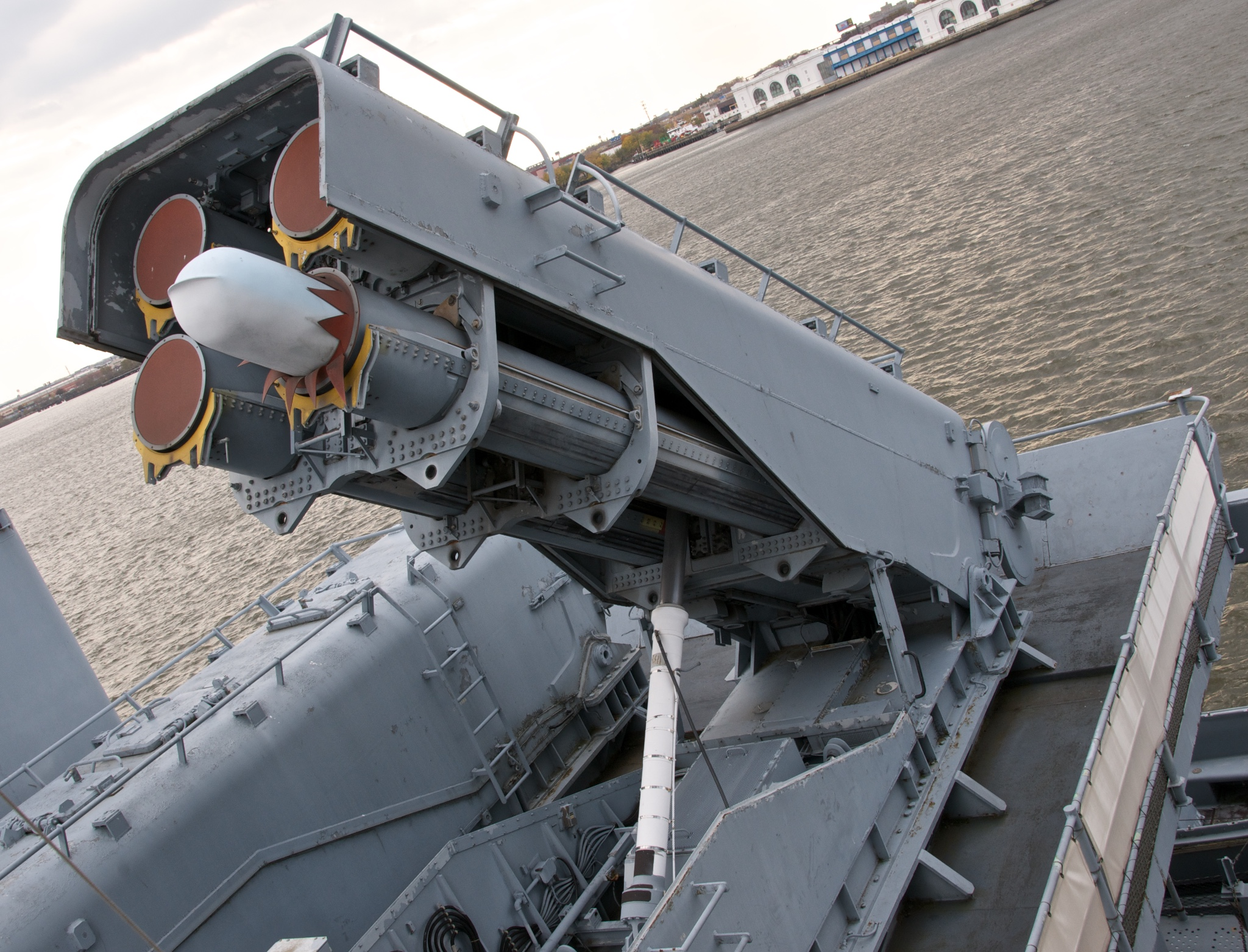

### Носители
Исходные (90 кораблей и АПЛ)
- Ударные атомные подводные лодки (SSN) типа «Трешер», «Стерджен», «Лос-Анджелес»;
- Атомные ракетоносные крейсера (CGN) типа «Лонг-Бич», «Бейнбридж», «Тракстан», «Калифорния», «Вирджиния»;
- Ракетные крейсера (CG) типа «Белкнап»;
- Эскадренные миноносцы (DD) типа «Спрюэнс».

Современные
- 32 АПЛ типа «Лос-Анджелес», 12 КР — всего 384 КР;
- 4 модернизированных АПЛ типа «Огайо», до 154 КР (по 7 ракет в ПУ барабанного типа на каждую из 22 шахт от БРПЛ «Трайдент») — всего до 616 КР;
- 3 АПЛ типа «Сивулф», до 50 зарядов к торпедным аппаратам, в том числе крылатые ракеты — всего до 150 КР;
- 14 АПЛ типа «Вирджиния», до 12 КР — всего 108 КР;
- Британская АПЛ типа «Суифтшюр» водоизмещение 4900 т, 5 торпедных аппаратов, 20 торпед и ракет;
- Британская АПЛ типа «Трафальгар» водоизмещение 5200 т, 5 торпедных аппаратов, 25 торпед и ракет;
- Британская ударная АПЛ типа «Астьют» (2007, первая из четырёх этого класса), водоизмещение 7200/7800 т, срок службы ~30 лет, 6 торпедных аппаратов, 48 торпед и ракет;
- 64 эсминец типа «Арли Бёрк» в строю, ёмкость двух ВПУ Mk41 системы «Иджис» — 90/96 ячеек (в зависимости от серии корабля)[29][30]. В универсальном варианте вооружения корабль несёт 8 «Томагавков», в ударном — 56, всего от 512 до 3584 КР;
- 22 ракетных крейсера типа «Ticonderoga», ёмкость ВПУ Mk41 системы «Иджис» — 122 ячейки, типовая загрузка — 26 КР «Томагавк» — всего 2648 КР;
- С 2016 года спуск 2 новых эсминцев типа DDG-1000 с 80 ПУ каждый[29] — итого 160 КР

Итого по данным на 2016 год у ВМС США может быть одновременно установлено от 4671 до 7743 КР «Томагавк» на более чем 120 надводных и подводных носителях. При наличии соответствующего числа таковых, и за счёт иных видов вооружения. Причём в универсальные ПУ США может быть загружен строго один вид ракет для одного носителя.

Списанные
- 31 Эскадренный миноносец типа «Спрюэнс», 8 КР в двух четырёхзарядных ПУ ABL
- 4 линейных корабля типа «Айова», 32 ракеты в восьми четырёхзарядных ПУ ABL
- 1 атомный ракетный крейсер типа «Лонг Бич», 8 КР в двух четырёхзарядных ПУ ABL
- 37 АПЛ типа «Стёджен», 8 ракет, запускаемых через торпедные аппараты

### Профиль полёта
Система наведения ракеты практически тождественна противокорабельной ракете «Гарпун». Профиль полёта ракеты, оснащённой головкой самонаведения (target acquisition and homing system), следующий: маршевый участок траектории полёта предполагает огибание рельефа местности вне зоны эффективного обнаружения радиолокационными средствами противника, поэтому полёт происходит при помощи встроенной инерциальной навигационной аппаратуры (midcourse guidance unit) на малых и предельно малых высотах, перед терминальным участком полёта ракета набирает высоту, активизируется двухрежимная радиолокационная головка самонаведения и начинается поиск цели в режиме пассивного сканирования, после обнаружения цели включается режим активного радиолокационного самонаведения и происходит захват цели ГСН, после чего ракета заходит на цель. В случае отсутствия точных координат цели (при стрельбе по движущимся целям), ракета ориентируется по приблизительным и в заданном секторе воздушного пространства переходит на полёт в режиме поиска цели, в это время ГСН сканирует обозреваемую в передней полусфере местность на предмет наличия целей, идентифицируя оные по габаритным характеристикам (длина, ширина, высота, форма) из вложенного в программное обеспечение набора параметров. У моделей не имеющих ГСН (предназначенных для стрельбы по стационарным наземным объектам, кораблям и судам на якорной стоянке), профиль полёта практически ничем не отличается, кроме того, что перед заходом на цель ракета не делает подъём, а просто начинает пикировать, функция наведения выполняется автопилотом без предварительного поиска цели.

Приближение ракеты к цели по нисходящей траектории и последующая (с задержкой подрыва) детонация боевой части после контакта с целью или над целью — воздушный подрыв
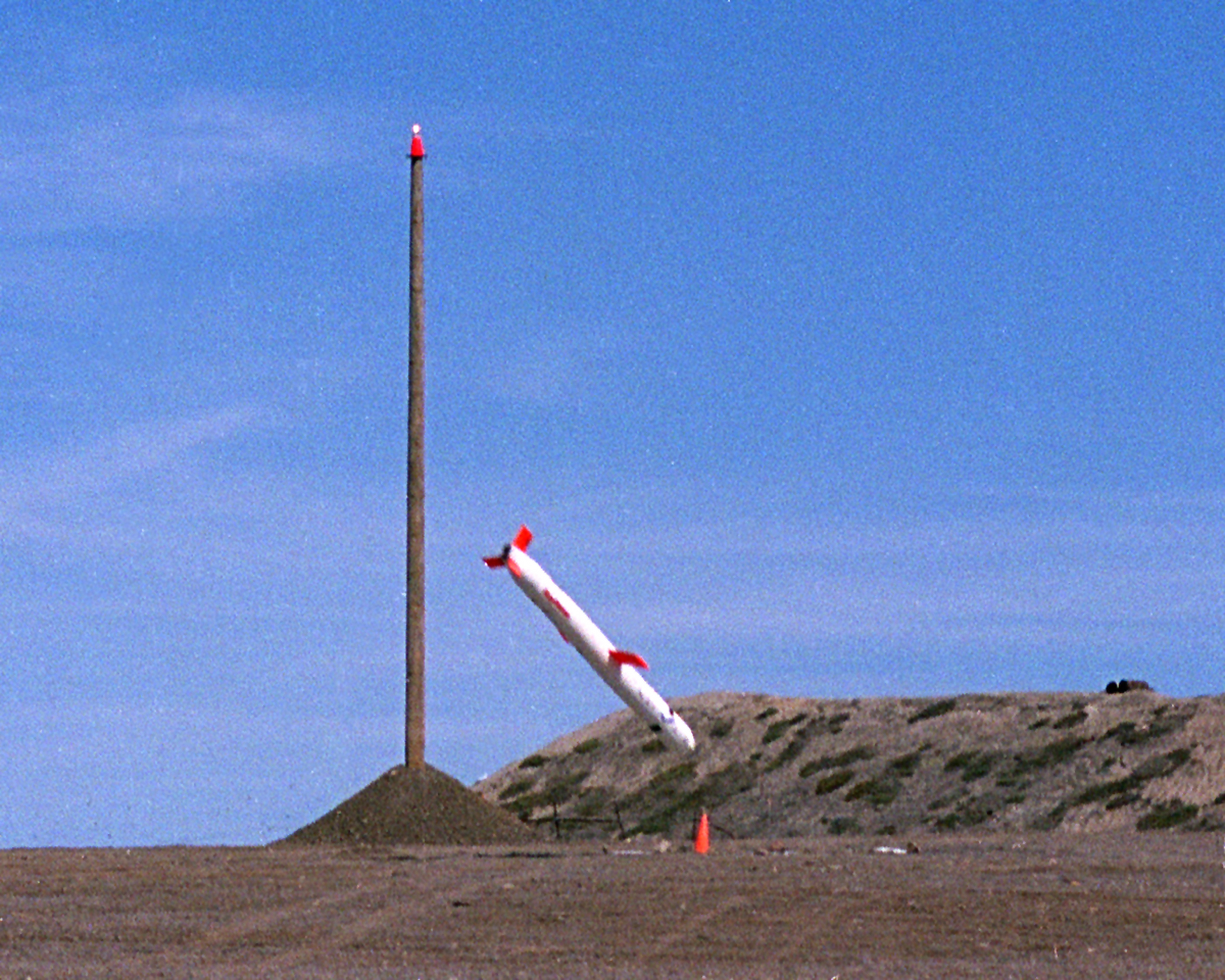
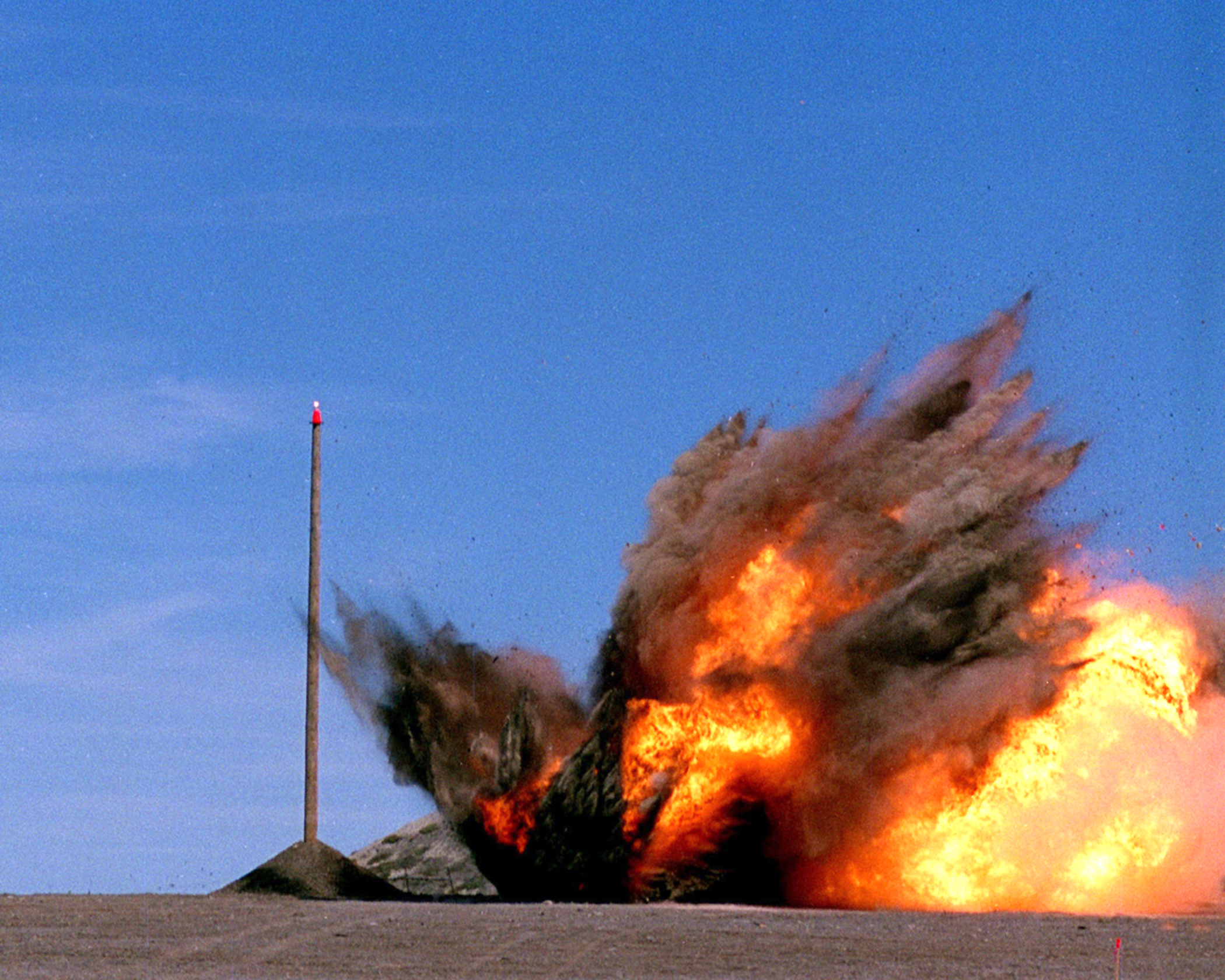
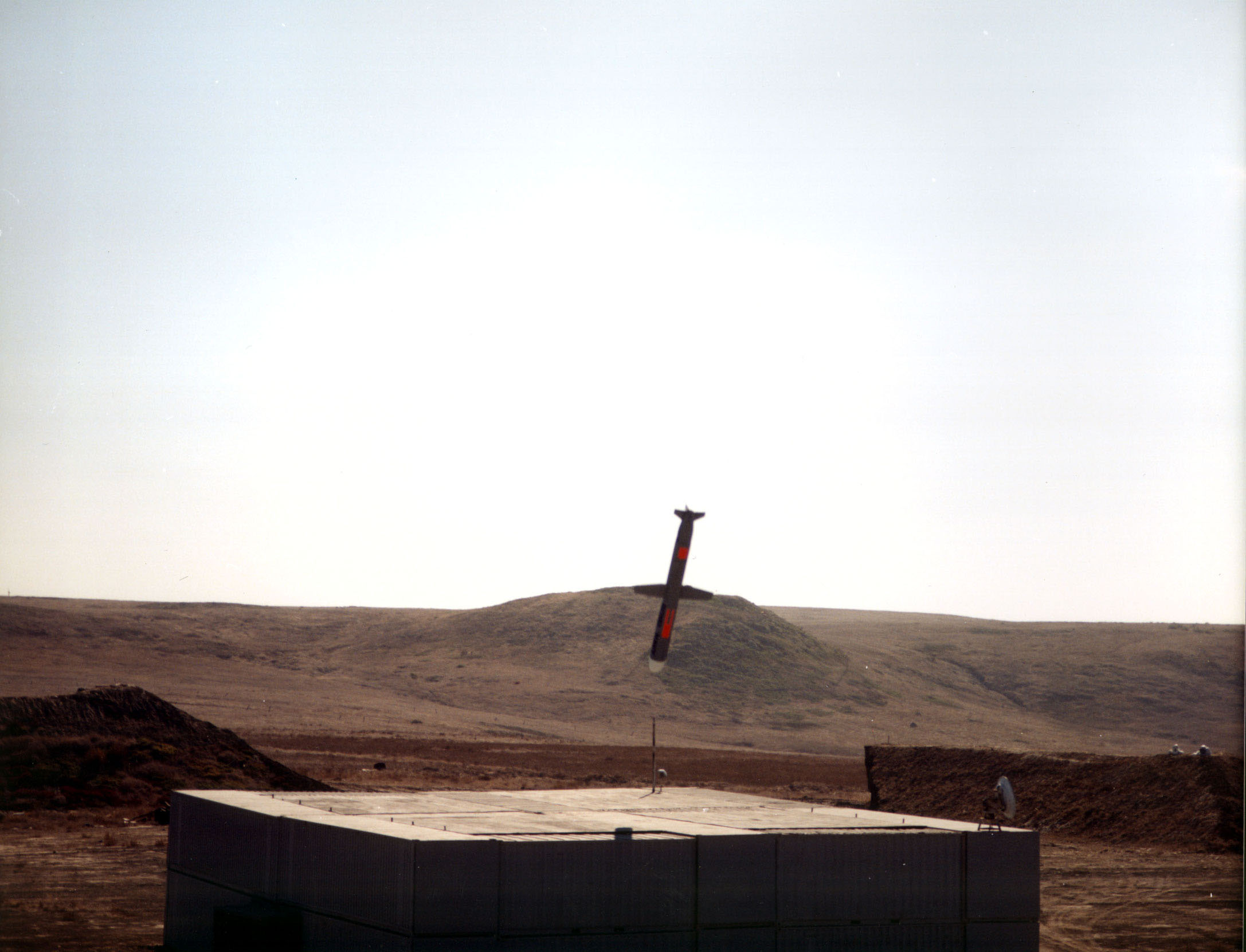
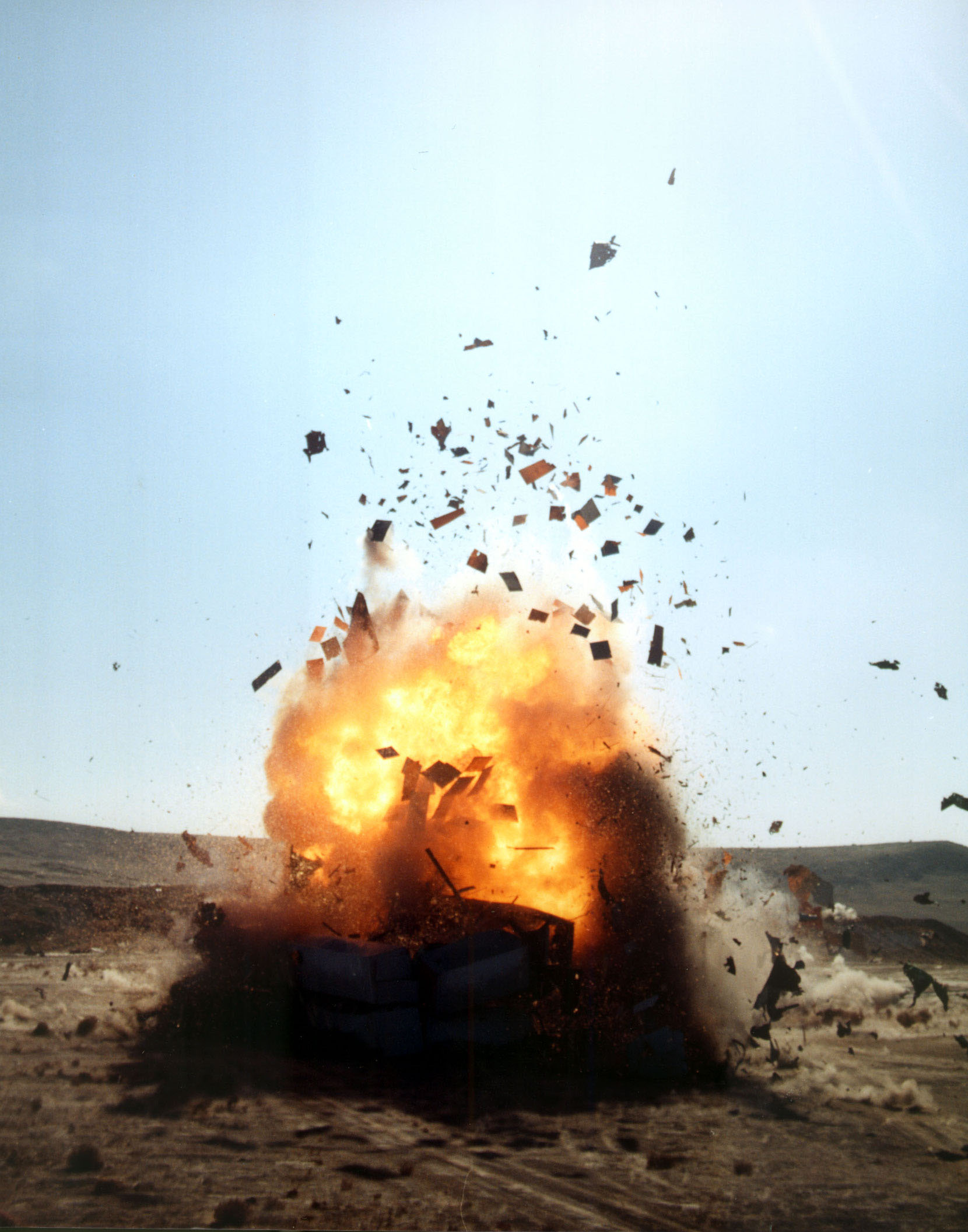
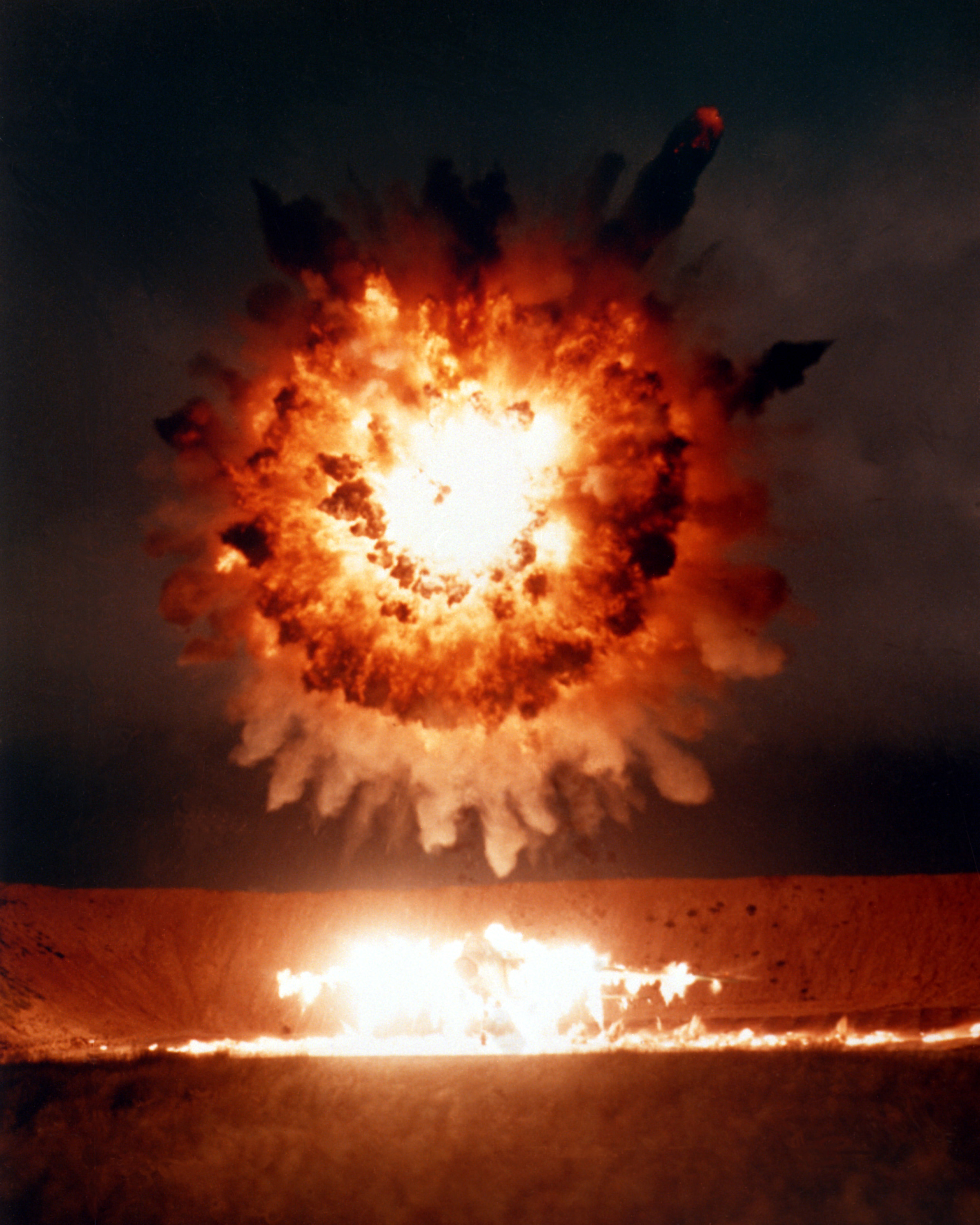

## Производство
Среднемесячные показатели производства в 1980-е годы соответствовали определению «мелкосерийное производство» и составляли по пять ракет в месяц (возможности производственных мощностей заводов «Конвэр» в Сан-Диего были ограничены количеством станков и другого оборудования и не превышали 60 ракет в месяц, 20 при задействовании на полную мощность по нормам мирного времени и 60 при подключении альтернативных поставщиков). Показатели по другим ассоциированным подрядчикам не намного их опережали: «Atlantic Research» обеспечивал 20 стартовых двигателей, «Williams Research» и «Teledyne» обеспечивали 20 маршевых двигателей, «McDonnell Douglas» — 10 блоков навигационной аппаратуры для обыкновенных модификаций, «Texas Instruments» — 15 блоков навигационной аппаратуры для противокорабельной модификации. Производство каждого из указанных элементов могло быть доведено до 120 шт. в месяц после доукомплектования предприятий рабочей силой, введения посменного рабочего дня и подключения альтернативных поставщиков в случае таковой необходимости (угрозы крупной войны).

### Задействованные структуры
В отличие от проектов других крылатых ракет, проект «Томагавк» не имел генерального подрядчика, вместо этого он имел четыре—пять ассоциированных, с каждым из которых у ВМС был заключён индивидуальный контракт (исходно таковых подрядчиков было три, позже к ним добавились другие), отвечающих за производство корпусов, элементов системы наведения, контрольно-измерительных приборов, маршевых и стартовых двигателей, а также субподрядчиков, законтрактованных ассоциированными подрядчиками для поставки комплектующих и решения других производственных задач малой важности. В производстве различных узлов и агрегатов ракет участвовали следующие коммерческие структуры.
Системная интеграция
- Корпус и аэродинамические элементы — General Dynamics Corp., Convair Division, промышленный район Сан-Диего, Калифорния. Подразделения:[35]
  - Изготовление аэродинамических элементов из листового металла, металлообработка — Lindbergh Facility, Линдберг-Филд;
  - Механическая обработка деталей — Air Force Plant 19, Линдберг-Филд;
  - Изготовление боевых частей — Sycamore Canyon Test Facility, Мирамар; Pomona Standard Arm Missile Production, Помона;
  - Сборка ракет, заводские испытания — Kearny Mesa Facility, Карни-Меса;

Система наведения
- Инерциальная навигационная аппаратура — McDonnell Douglas Astronautics Co., Сент-Луис, Миссури;[36]
- Система самонаведения — Texas Instruments, Inc., Даллас, Техас;[36]
- Встроенный электронно-вычислительный контрольно-измерительный прибор — Litton Guidance and Control Systems, Inc., Вудленд-Хиллз, Калифорния; Litton Systems Ltd, Торонто, Онтарио;[36]
- Радиовысотомер — Honeywell International, Inc., Миннеаполис, Миннесота; Kollsman Instrument Co., Мерримак, Нью-Гэмпшир;[36]

Силовая установка
- Маршевый двигатель — Williams Research Corp., Уоллед-Лейк, Мичиган (разработка), Детройт, Мичиган (производство); Огден, Юта (производство); Teledyne Industries, Inc., Teledyne CAE Division, Толидо, Огайо (производство);[37]
- Стартовый двигатель — Atlantic Research Corp., Александрия, Виргиния (разработка и производство);[38]

## Модификации
«Томагавк» разрабатывалась в целом ряде модификаций, включающих в себя варианты, отличающиеся по типу боевой части (с ядерной боевой частью (стратегическая); с осколочно-фугасной боевой частью (оперативно-тактическая)) и по рабочей среде средства-носителя
Первыми модификациями этих ракет, известными как Tomahawk Block I, были стратегические BGM-109A TLAM-N (англ. Tomahawk Land-Attack Missile — Nuclear) с термоядерной боевой частью (аналогичной применяемым на AGM-86B и AGM-69B) и противокорабельные BGM-109B TASM (англ. Tomahawk Anti-Ship Missile) с боевой частью в обычном снаряжении. Первоначально модификации КР для различных типов среды запуска обозначались присвоением цифрового суффикса, так, индексами BGM-109A-1 и −109B-1 обозначались ракеты надводного запуска, а BGM-109A-2 и −109B-2 — подводного. Однако, в 1986 году вместо цифрового суффикса для обозначения среды запуска в качестве первой литеры индекса («B» — обозначавшей множественность сред запуска) стали использоваться литеры «R» для КР надводных кораблей и «U» — для КР подводных лодок.
Ракеты морского базирования SLCM (англ. Sea-Launched Cruise Missile)
- подводного базирования
- надводного базирования

По типу плавсредства-носителя:
- корабельные палубные
- на ПЛ

По типу транспортно-пускового контейнера:
- в герметичном стальном контейнере из заполненного водой торпедного аппарата («мокрый» старт из-под воды)
- в герметичном алюминиевом контейнере с защищённой бронёй выдвижной палубной пусковой установки или установки вертикального пуска

По системе управления ракетой на конечном (терминальном) участке траектории:
- самонаводящиеся модификации с ОФБЧ (для поражения движущихся целей, кораблей)
- инерциально-навигационные модификации с ЯБЧ (для поражения стационарных целей)

Ракеты сухопутного базирования GLCM (англ. Ground-Launched Cruise Missile)
Ракеты воздушного базирования MRASM (англ. Medium-Range Air-to-Surface Missile)
Некоторые войсковые индексы:
- Крылатая ракета подводного базирования для поражения наземных целей с ядерной боевой частью (BGM-109A)
- Крылатая противокорабельная ракета подводного базирования (BGM-109B)
- Крылатая ракета подводного базирования с осколочно-фугасной боевой частью (BGM-109C)
- Крылатая ракета воздушного базирования (AGM-109C, AGM-109I)

| 8 из 16 вариантов, проходивших испытания в 1977 году                                          | 8 из 16 вариантов, проходивших испытания в 1977 году | 8 из 16 вариантов, проходивших испытания в 1977 году | 8 из 16 вариантов, проходивших испытания в 1977 году | 8 из 16 вариантов, проходивших испытания в 1977 году |
| Способ базирования                                                                            | Боевая часть                                         | Управление ракетой в полёте                          | Программа                                            | Статус                                               |
| --------------------------------------------------------------------------------------------- | ---------------------------------------------------- | ---------------------------------------------------- | ---------------------------------------------------- | ---------------------------------------------------- |
| Воздушный                                                                                     | ЯБЧ                                                  | Инерциальная навигация                               | TALCM для стрельбы по наземным целям                 | закрыта                                              |
| Сухопутный                                                                                    | ЯБЧ                                                  | Инерциальная навигация                               | GLCM для стрельбы по наземным целям                  | доработана                                           |
| Корабельный                                                                                   | ОФБЧ                                                 | Самонаведение                                        | SLCM противокорабельная                              | доработана                                           |
| Подводный                                                                                     | ОФБЧ                                                 | Самонаведение                                        | SLCM противокорабельная                              | доработана                                           |
| Корабельный                                                                                   | ЯБЧ                                                  | Инерциальная навигация                               | SLCM для стрельбы по наземным целям                  | доработана                                           |
| Подводный                                                                                     | ЯБЧ                                                  | Инерциальная навигация                               | TSLCM для стрельбы по наземным целям                 | доработана                                           |
| Сухопутный                                                                                    | ОФБЧ                                                 | Самонаведение                                        | GLCM противокорабельная                              | закрыта                                              |
| — программы, получившие дальнейшее развитие. — программы, не получившие дальнейшего развития. |                                                      |                                                      |                                                      |                                                      |

Всего в разработке находились 16 программ (8 секретных и 8 совершенно секретных) сочетающих в себе перечисленные выше параметры в различных комбинациях (например, КРВБ-ОФБЧ-ГСН-ПКР, КРПЛ-ЯБЧ-ИНС-СЦ, КРНБ-ЯБЧ-ИНС-СЦ и др.), между которыми присутствовала высокая степень взаимозаменяемости аэродинамических элементов, элементов систем наведения, двигателей и др. при удешевлении и технологическом упрощении производства.
Модификации подводного базирования (SLCM) оптимизировались под размещение на борту любой американской ударной подводной лодки, а надводные модификации предназначались для вооружения кораблей различного типа. Модификации ракеты сухопутного (GLCM) и воздушного (TALCM) базирования разрабатывались для ВВС, для размещения на самоходных пусковых установках колёсных тягачей седельного типа (армейское командование не проявило заинтересованности) и на внешних точках подвески подкрыльевых пилонов стратегических бомбардировщиков (в этом «Томагавк» конкурировал с перспективной AGM-86A, которой в итоге и было отдано предпочтение).

### Флотские модификации
RGM/UGM-109A
Исходная модификация «Томагавка» (хотя на вооружение была принята позднее противокорабельной TASM) — крылатая ракета большой дальности с ядерной боевой частью. Первый пуск серийного образца был проведён в 1980 году, но из-за длительной доводки ракета официально была принята на вооружение лишь в 1983 году.
Ракета имела инерциальную систему управления, дополненную рельефометрической системой коррекции TERCOM. Она оснащалась ядерной боевой частью W-80 с мощностью энерговыделения, изменяемой от 5 до 150 килотонн. Дальность ракеты превышала 2500 км (самая дальнобойная модификация). Ракеты BGM-109A предназначались для размещения на надводных кораблях (позднее стала обозначаться как RGM) в пусковых установках ABL, и на подводных лодках (модификация UGM), для запуска через стандартный 533-мм ТА.
Технически, BGM-109A рассматривалась ВМФ США как равноэффективное оружие превентивного/ответного удара, так как возможность базирования на неспециализированных носителях облегчала её развёртывание у территории противника, а обнаружение и перехват ракеты из-за малой высоты полёта представляли собой серьёзную проблему для существовавших в 1980-е средств ПВО.

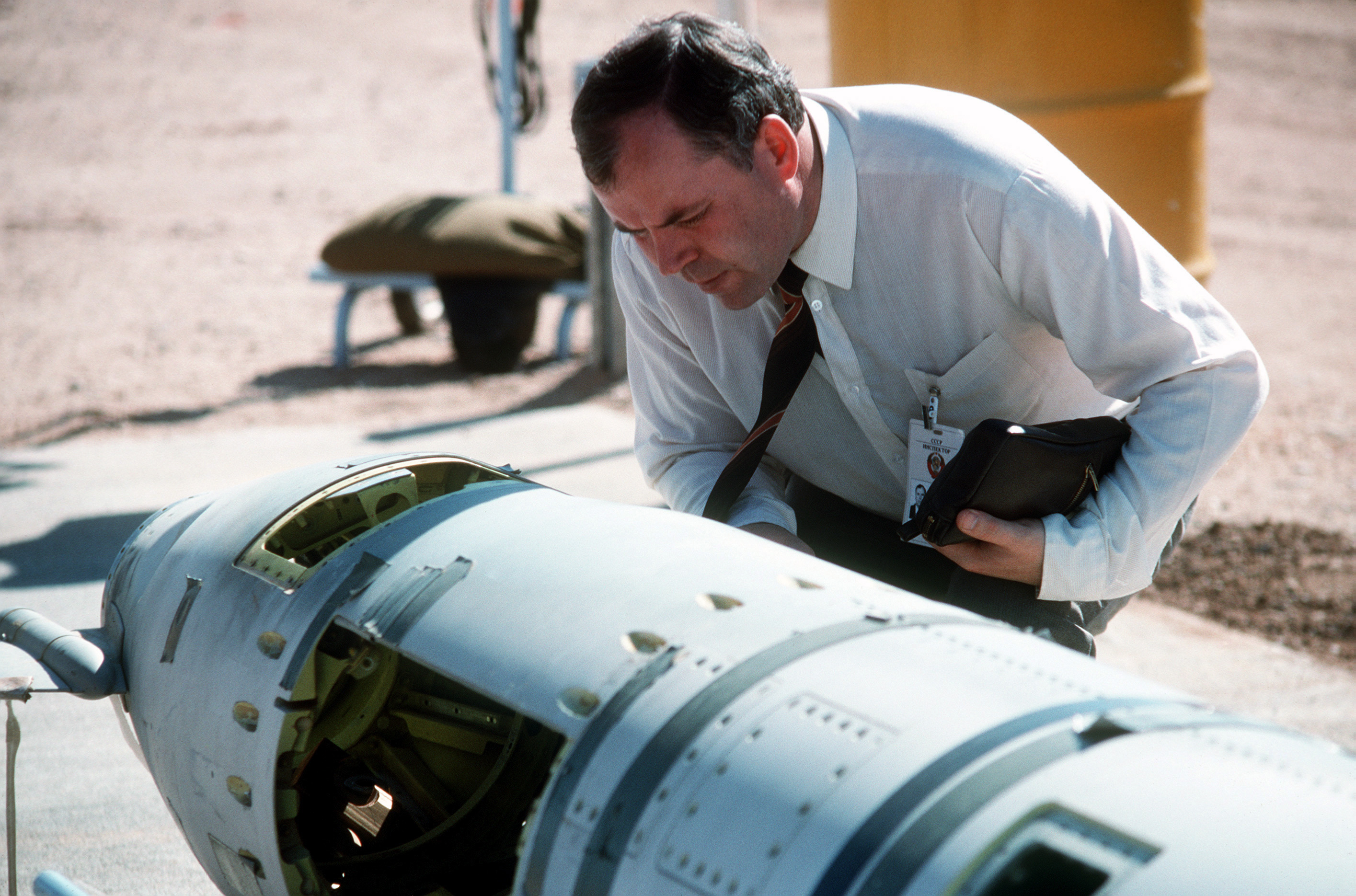
Советский инспектор изучает ракету сухопутного комплекса перед её утилизацией по договору о сокращении вооружений, 1988

Все ракеты BGM-109A были списаны по договору СНВ-I в начале 1990-х.
RGM/UGM-109B Tomahawk Anti-Ship Missile (TASM)
Одной из первых не ядерных моделей ракеты (и первой моделью, принятой на вооружение) была дальнобойная противокорабельная ракета под обозначением RGM/UGM-109B TASM. Конструктивно TASM представляла собой «Томагавк», на котором система TERCOM, была заменена активной радиолокационной, аналогичной ГСН ПКР «Гарпун». Ракета предназначалась для поражения надводных целей на больших дистанциях и была оснащена 450-килограммовой полубронебойной боевой частью.
Максимальная дальность применения TASM составляла 450 километров. В отличие от советских дальнобойных ПКР вроде П-700 Гранит, TASM пролетал всё это расстояние на сверхмалой высоте (около 5 метров над уровнем моря) и не мог быть обнаружен корабельной РЛС на большом расстоянии.
Из-за дозвуковой скорости ракеты полёт на максимальное расстояние занимал около получаса. За это время быстроходный корабль мог выйти из расчётного района нахождения, поэтому, прибыв в точку предполагаемого расположения цели, TASM начинал поисковый манёвр «змейка». ГСН TASM могла распознавать размеры кораблей и выбирать наиболее крупные. При приближении к цели ракета выполняла запрограммированные манёвры уклонения и либо атаковала её в бреющем полёте, ударяя в борт (для крупных кораблей), либо выполняла манёвр «горка» и падала на цель из пикирования (для небольших манёвренных катеров). ГСН ракеты работала на переменных частотах, и могла функционировать в пассивном режиме, наводясь на радары противника.
Ракета могла запускаться из тех же пусковых установок, что и обычный «Томагавк», как и из торпедных аппаратов подводных лодок.
Несмотря на большую дальность и малую высоту полёта, TASM была довольно примитивной ракетой, не способной осуществлять координированные схемы атаки, поэтому ВМФ США оценивал его боевую ценность не слишком высоко. Кроме того, ракета не имела системы опознавания «свой-чужой», что делало её применение в присутствии рядом с целью дружественных или нейтральных судов затруднительным. Был выдвинут ряд предложений по модернизации ракеты, в частности — по оснащению её дополнительным целеуказанием, но они не были реализованы. В начале 2000-х годов, ракета была снята с вооружения, и все существующие образцы были переделаны в другие модификации.
В 2012 году фирма «Raytheon» предложила возродить TASM в виде дешёвой модификации для существующих «Томагавков». Проект рассматривался флотом как запасное решение на случай неудачи новой дальнобойной противокорабельной ракеты LRASM; однако, главной претензией к проекту была относительно высокая ЭПР ракеты, что делало новую TASM лёгкой жертвой для современных систем ближней ПВО кораблей. В настоящее время [какое?]проект пересмотрен в план создания модификации двойного назначения, способной поражать как наземные, так и морские цели.
RGM/UGM-109C Tomahawk Land-Attack Missile — Conventional (TLAM-C)
Первая модификация с неядерной боевой частью, предназначенная для поражения наземных целей. Разрабатывалась ВМФ США для точного поражения стратегически важных объектов в тылу противника.
Вместо ядерной боевой части ракета получила осколочно-фугасную боевую часть WDU-25/B массой 450 кг. Более тяжёлая в сравнении с ядерной боевая часть вынудила уменьшить дальность полёта ракеты до 1250 км (1600 — в модификации Block III).
Так как инерциальная система наведения обеспечивала КВО порядка 80 метров, что было недостаточно для неядерной боевой части, ракета была оснащена системой оптико-электронного распознавания целей AN/DXQ-1 DSMAC (Digital Scene Matching Area Correlation). Система позволяет ракете распознавать наземные цели, сопоставлять их с имеющимся в памяти бортового вычислителя изображением цели и выполнять наведение с КВО с точностью до 10 метров.
Первая модификация ракеты — Block-II — атаковала цель только на бреющем полёте, строго по курсу. Последующая модификация — Block-IIA — имела два режима атаки: «горка» с последующим пикированием на цель сверху и Programmed Warhead Detonation — подрыв ракеты точно в момент пролёта над целью.
Модификация Block-III, принятая в 1994 году, имела более мощный двигатель и новую БЧ WDU-36/B меньшей массы, но сопоставимой мощности. Это позволило увеличить дальность стрельбы до 1600 км. TLAM-C Block-III была первой ракетой в семействе, получившей в дополнение к инерциальному наведению и системе TERCOM систему наведения GPS.
RGM/UGM-109D
Модификация TLAM-C с кассетной боевой частью, включающей 166 суббоеприпасов BLU-97/B CEB. Предназначалась для поражения площадных целей, вроде аэродромов, и скоплений войск противника. Из-за большой массы кассетной боевой части эта модификация ракеты имела наименьшую дальность из всех, равную 870 километрам.
BGM-109E
Предполагавшаяся противокорабельная модификация, на замену TASM. Не осуществлена, разработка прекращена в середине 1980-х.
BGM-109F
Предполагавшаяся противоаэродромная версия BGM-109D с тяжёлыми суббоеприпасами для выведения из строя ВПП аэродрома. Не осуществлена, разработка прекращена в середине 1980-х.
BGM-109H
Предполагавшаяся версия ракеты TLAM-C Block-IV c пенетрационной боевой частью для поражения подземных объектов и укреплений. Не осуществлена.
RGM/UGM-109E Tactical Tomahawk

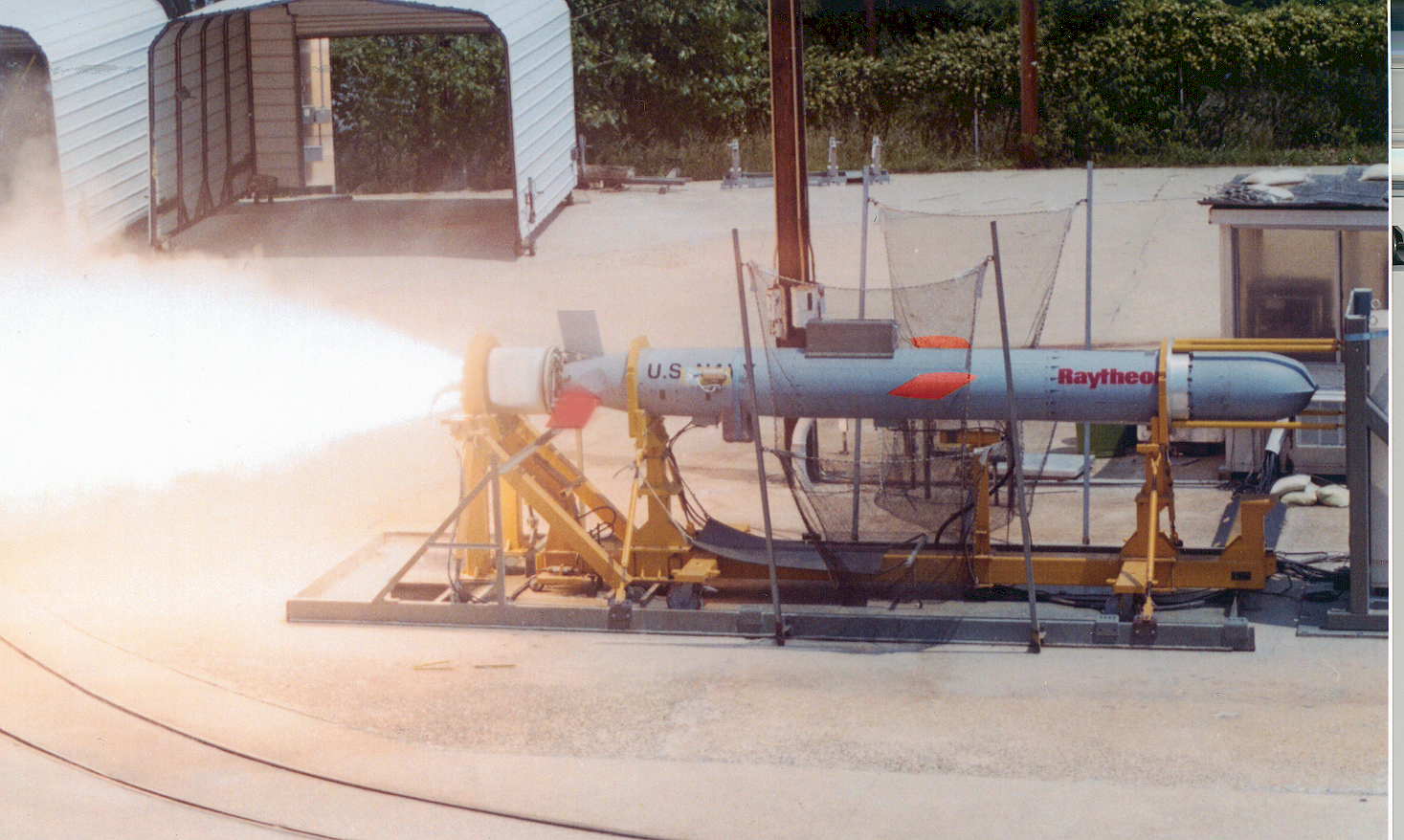
Стендовые испытания двигателя опытного прототипа ракеты Tactical Tomahawk

Модификация ракеты, призванная сделать её более пригодной для тактической поддержки войск, то есть применения в непосредственной близости от линии фронта. В ходе программы были приняты меры по снижению стоимости ракеты в сравнении с предшествующими образцами за счёт использования более лёгких материалов и более дешёвого двигателя Williams F415-WR-400/402. Система спутниковой связи UHF даёт возможность перенацеливать ракету в полёте на любую из 15 заранее запрограммированных целей. Установленная на борту ТВ-камера позволяет оценивать состояние цели при приближении к ней ракеты и принимать решение о продолжении атаки или перенацеливании ракеты на другую цель.
Из-за облегчённой конструкции ракета более не пригодна для запуска из торпедных аппаратов. Тем не менее, подводные лодки, оснащённые ВПУ Mk-41, по-прежнему могут применять эту ракету.
В настоящее время ракета является основной модификацией, применяемой ВМФ США. 5 ноября 2013 года компанией «Рейтеон» ВМС США была поставлена трёхтысячная КР данной модификации начиная с 2004 года.
RGM/UGM-109H Tactical Tomahawk Penetration Variant
Модификация Tactical Tomahawk, оснащённая проникающей боевой частью, предназначенной для поражения заглублённых в землю либо хорошо защищённых целей.
RGM/UGM-109E TLAM-E (Tomahawk Block IV)
Находящаяся в настоящее время в разработке модификация Tactical Tomahawk с расширенными возможностями по тактическому применению и дополнительной способностью поражать движущиеся цели (включая надводные корабли). Она имеет, помимо увеличенной дальности полёта, возможность перенацеливания прямо в полёте. Также ракета способна барражировать в назначенном районе, ожидая команды на удар. Она сообщает по системе спутниковой связи о полученных боевых повреждениях, что важно для оценки эффективности её удара. 
Tomahawk Block V
Block V в дополнение к указанному имеет более качественную систему передачи данных, более высокую помехозащищённость спутниковой навигационной системы и ряд других улучшений.

### Сухопутные модификации

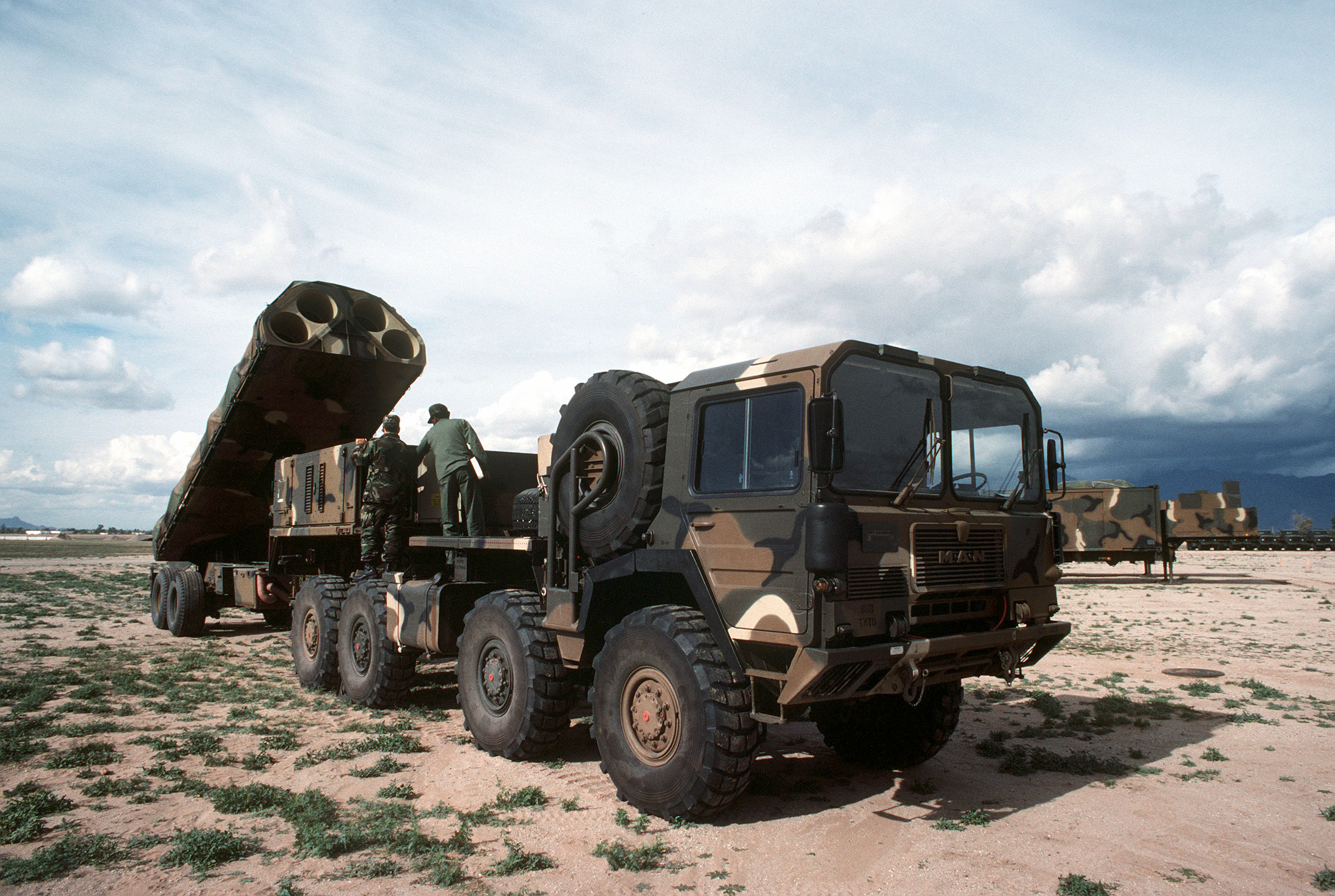
Самоходный ракетный комплекс «Грифон» ВВС США с транспортной машиной на шасси MAN

GLCM (Ground-Launched Cruise Missile) (BGM-109G Gryphon) — сухопутная модификация BGM-109A, приспособленная для запуска с подвижной пусковой установки. Разработана совместно ВМС и ВВС США для замены устаревшей ядерной крылатой ракеты MGM-13 Mace. Проект самоходной пусковой установки представлял собой сцепку седельного тягача с платформой полуприцепного типа, на которой размещено четыре ракеты. Для испытаний использовался стандартный общевойсковой грузовик M35, использованием термоядерной боевой части W-84 изменяемой мощности от 0,2 до 150 килотонн. Эффективная дальность стрельбы ракеты составляла около 2500 км. Запуск её осуществлялся со специально разработанной четырёхзарядной установки TEL, смонтированной на двухосном полуприцепе с тягачом MAN AG с колёсной формулой 8 × 8.
В мирное время ракеты базировались в укреплённых подземных укрытиях GAMA (GLCM Alert and Maintenance Area). В случае возникновения военной угрозы батареи ракет должны были выдвинуться на заранее рассчитанные засекреченные боевые позиции. Каждая батарея содержала 16 ракет. Всего с 1982 по 1988 было развёрнуто 6 ракетных крыльев с 448 боевыми ракетами, из них 304 в Западной Европе. Вместе с ракетами Першинг-2 «Грифоны» рассматривались как адекватный ответ советским БРСД «Пионер» в Восточной Европе.
Согласно договору 1987 года (ДРСМД), «Грифоны» были сняты с вооружения вместе с ракетами «Першинг-2».
В начале 2020 года КМП США стал первым подразделением вооружённых сил США, который получит крылатые ракеты «Томагавк» с наземным запуском: «Томагавки» планируется размещать на береговой линии для использования в качестве наземного противокорабельного оружия.
В 2023 году был произведён первый запуск ракеты «Томагавк» из наземной пусковой установки Typhon.

### Модификации воздушного базирования
AGM-109 TALCM (Tomahawk Air-Launched Cruise Missile)
Версия BGM-109A, доработанная для воздушного запуска с самолёта-бомбардировщика. Использовалась во время совместных работ флота и ВВС по программе JCMP (Joint Cruise Missile Project) в 1979. Проиграла конкурс ракете «Боинг» AGM-86 ALCM.
При разработке авиационной ракеты особый акцент делался не только и не столько на самой ракете, сколько на средствах-носителях, и «Боинг», как разработчик ALCM, и «General Dynamics» как разработчик TALCM, имели вид на сопряжение ракет с бортовыми системам управления вооружением ими же произведённых самолётов, переоборудованных под оснащение крылатыми ракетами стратегического бомбардировщика B-52G/H (12 AGM-86B на внешней подвеске) и истребителя-бомбардировщика FB-111H (8—10 AGM-86B на внешней подвеске или 3 AGM-86A во внутреннем бомбоотсеке) соответственно. Выбывшая из соревнования в первом туре «Лин-Темко-Воут» также имела виды на разработку авиационной ракеты под собственный самолёт — штурмовик A-7. Кроме того, параллельно велась программа работ по созданию специального самолёта-ракетоносца на базе уже существующих либо разработки нового (Cruise Missile Carrier Aircraft, сокр. CMCA), что ещё более удовлетворяло интересам крупного бизнеса, так как сулило заказы на изготовление новых самолётов. При этом «Боинг» последовательно отстаивала идею подвески ракет на подкрыльевых пилонах, в то время как их конкуренты из «General Dynamics» продвигали идею размещения ракет на вращающейся пусковой установке (что позволяло осуществлять пуск в любом направлении без смены курса самолёта). Чтобы вынести вопрос с выбором средства-носителя за пределы двух конкурирующих разработчиков ракет, под размещение крылатых ракет предполагалось дооборудовать находившийся тогда на стадии разработки стратегический бомбардировщик B-2, либо использовать для этих же целей переоборудованные транспортные самолёты Lockheed C-5, Lockheed L-1011, Boeing 747 или McDonnell Douglas DC-10.
AGM-109C/H/I/J/K/L MRASM (Medium-Range Air-to-Surface Missile)
Планировавшиеся в 1980-х проекты ракет BGM-109 для ВВС. Основные модификации были аналогичны флотским модификациям, за исключением приспособленности для запуска с бомбардировщиков и вариаций используемых боеголовок. AGM-109I предполагалась как многоцелевая ракета с инфракрасной системой распознавания цели. Впоследствии проект разделился на AGM-109L флота и AGM-109K ВВС. Из-за отсутствия интереса к программе со стороны флота, совместная программа была закрыта в 1984.

## Эффективность применения

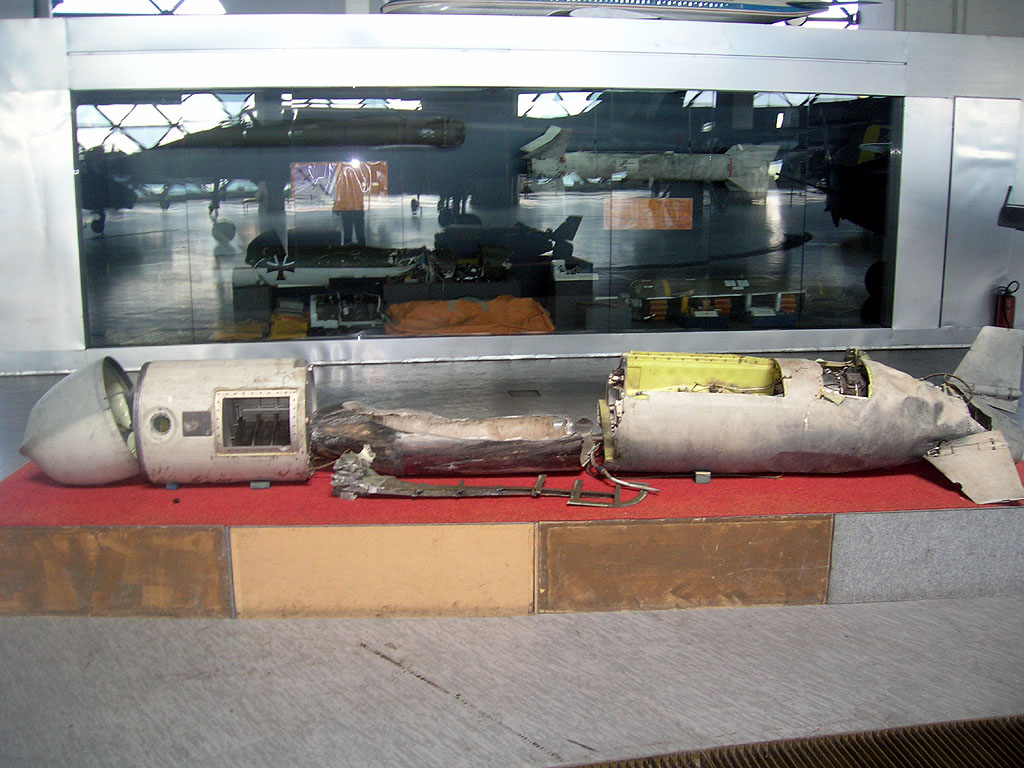
Фрагменты ракеты «Томагавк», сбитой над территорией Югославии в 1999 году.

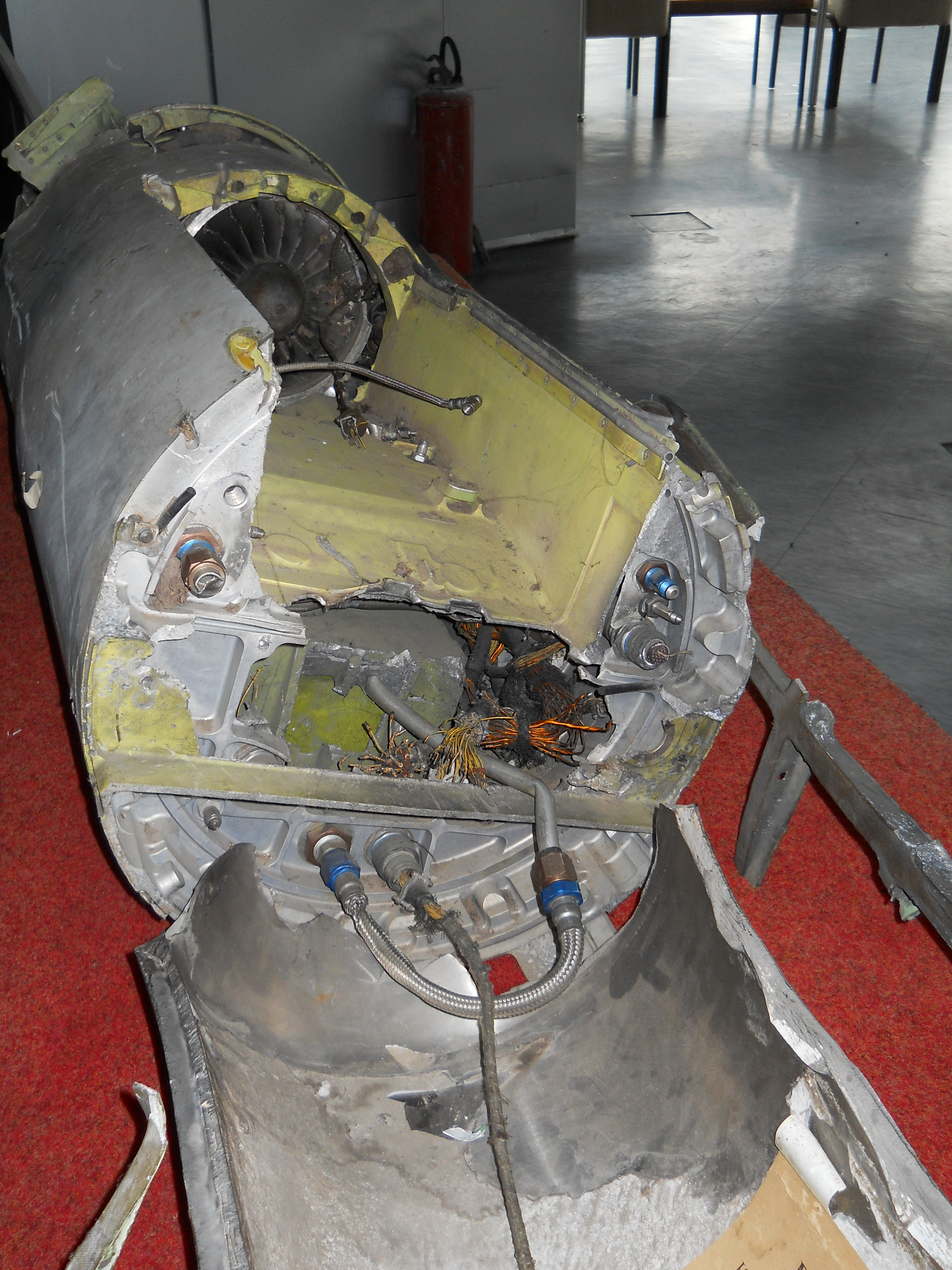
Фрагменты корпуса ракеты «Томагавк», сбитой над Югославией. В задней части корпуса различим турбовентиляторный двигатель. Музей Авиации, Белград, Сербия.

Эффективность применения достигается за счёт:
- малой высоты полёта;
- высокой точности по стационарным объектам;
- непопадания под действие выполняющихся договоров о стратегических вооружениях[60];
- низкой стоимости поддержания в боевом состоянии;
- лёгкости развёртывания на неспециализированных кораблях и подводных лодках;
- дешевизны и, как следствие, большого количества ракет, состоящих на вооружении

## Достоинства и недостатки
Ниже перечислены достоинства и недостатки крылатых ракет морского базирования «Томагавк» в сравнении с другими средствами ракетно-ядерного арсенала США, стратегическими и оперативно-тактическими вооружениями. Следует учитывать, что преимущества и недостатки в техническом плане одинаковы для «Томагавка», «Грифона» и «Эй-эл-си-эм», имеющих различную среду и способ базирования (морской, наземный и воздушный соответственно).
Достоинства
- Охват всего земного шара, возможность нанесения ракетно-ядерного удара по любой цели и возвращения к практике «дипломатии канонерок» в отношении развивающихся стран;
- высокая точность оружия и возможность нанесения точечного удара ракетой с конвенциональной боевой частью по интересующим объектам без создания зоны сплошного поражения, ущерба для местного гражданского населения и угрозы вовлечения в крупную региональную или мировую войну;
- расширение боевых возможностей флота, возможность самостоятельного решения им широкого спектра боевых задач вплоть до автономного участия в ограниченных военных конфликтах без привлечения других видов вооружённых сил (ракетные обстрелы, удары палубной авиации, действия сил специального назначения флота и местных коллаборационистских формирований на суше);
- полная самостоятельность командиров оперативного звена в вопросах выбора целей и нанесения ударов по ним без необходимости межвидовой координации и сопутствующих бюрократических процедур, отсутствие необходимости обращаться в вышестоящие штабы и органы военного управления за помощью;
- бо́льшая стратегическая мобильность привлечённых сил и средств в сравнении с другими способами базирования (кроме воздушного, которое, в свою очередь, требует наличия беспрепятственного доступа в воздушное пространство принимающей стороны и создания там аэродромной сети и наземной инфраструктуры, готовой принять и разместить средства-носители ракет, заключения и регулярного продления соответствующих межгосударственных договорённостей о совместном использовании воздушного пространства и наземных объектов, как и множества других подготовительных мероприятий);
- отсутствие политико-правовых последствий развёртывания группировки ракетоносных кораблей и сил подводного флота в той или иной точке планеты в нейтральных водах, которое не требует согласования с местными органами государственной власти и международными инстанциями, не идёт вразрез с международно-правовыми договорами (что было особенно актуально в свете протестов антивоенных активистов, оппозиционных партий и движений в странах НАТО относительно размещения там американских стратегических ракет) и, как следствие, снижение политической напряжённости;
- массирование сил ракетного нападения, обусловленное тем обстоятельством, что места дислокации и траектории полёта ракет, размещённых на сухопутных плацдармах, хорошо известны противнику и непрерывно им отслеживаются при помощи различных средств обнаружения и предупреждения о ракетном нападении, а морская прибрежная зона территории противника столь велика, что столь качественный её мониторинг, как воздушных коридоров подлёта ракет над Европейской частью страны, крайне затруднителен и позволяет вести одновременный обстрел со множества направлений;
- возможность наращивания группировки в случае таковой необходимости без нарушения правовых обязательств (по договорам об ограничении наступательных вооружений сухопутные войска США в Европе и имеющиеся у них средства ведения войны были количественно ограничены);
- возможность незамедлительной смены занимаемой позиции, меньшая уязвимость для ответного удара (если позиции ракет на сухопутных театрах были давно и точно разведаны вероятным противником, то базирование в море снимало этот вопрос с повестки дня) и отсутствие угрозы гражданскому населению прилегающих территорий, как в случае с сухопутными ракетными комплексами, дислоцированными в странах НАТО;
- высокий уровень инфракрасной- и светомаскировки пуска ракеты, обусловленные малым тепловым следом и отсутствием яркой вспышки во время запуска и на начальном участке полёта, для предупреждения её распознавания из космоса спутниками системы предупреждения о ракетном нападении (в отличие от баллистических ракет) и другими средствами оптического или тепловизуального обнаружения, что делает её более предпочтительной в качестве средства для нанесения скрытного опережающего удара;
- относительная скрытность перемещения и размещения подводных средств-носителей в районе оперативного предназначения, фактор неожиданности для противника;
- бо́льшая живучесть сил ядерного сдерживания как следствие вышеперечисленных обстоятельств;
- более широкий спектр выполняемых задач морской ударной группировкой кораблей в отличие от сухопутных частей (противолодочные мероприятия, обеспечение безопасности собственного судоходства и выведение из строя судоходства противника и т.п.);
- эксплуатационная неприхотливость имеющихся средств для нанесения ракетного удара, которые находятся в герметичных металлических контейнерах и не требуют регулярного технического обслуживания и контрольных осмотров;
- относительная дешевизна в сравнении с другими видами ракетного вооружения за счёт снижения эксплуатационных затрат и расходов на оплату деятельности обслуживающего персонала;
- меньшая вероятность спровоцированного ответного удара со стороны вероятного противника в случае обнаружения единичного преднамеренного или непреднамеренного (аварийного) запуска ракеты, в отличие от предполагаемой реакции на обнаружение им запуска межконтинентальной баллистической ракеты типа «Пискипер» или баллистической ракеты средней дальности типа «Першинг-2»;
- высокая эффективность рельефометрической системы при полёте ракеты над горной, холмистой и кряжистой местностью.

Недостатки
- Необходимость наличия точных трёхмерных цифровых топографических карт местности по всему маршруту полёта ракеты, что требовало привлечения всех имеющихся сил и средств видовой разведки (в годы Холодной войны решение этой задачи осложнялось весьма активным противодействием СССР любым попыткам съёмки разведорганами США и НАТО своей территории и территории стран социалистической ориентации,[62] после распада СССР они получили практически неограниченный доступ ко всему постсоветскому пространству и доступ к ранее секретным топографическим картам);
- низкая эффективность рельефометрической системы при стрельбе по объектам на равнинной местности, тундре и лесотундре или в береговой зоне с пологим берегом. По словам высокопоставленного сотрудника Пентагона, «некоторые регионы СССР плоские как бильярдный стол, TERCOM там не сработает», в то время как основная масса испытаний проходила в горных районах США;[63]
- высокие перепады уровня снежных осадков в северных районах СССР, влияющие на работу радиовысотомера и, как следствие, на качество работы рельефометрической системы, порождающие сезонный характер её применения;[64]
- скудность арктических районов СССР на ориентиры и точки привязки для рельефометрической системы;[65]
- уязвимость радиовысотомера для радиолокационных помех вообще и средств постановки искусственных радиолокационных помех в частности;[66]
- сбои в работе системы зажигания ракетных двигателей при минусовых температурах на этапе испытаний (впоследствии, проблема была устранена);[12]
- относительно малая скорость полёта (менее 1 маха) на маршевом и терминальном участке полёта и, как следствие, уязвимость ракеты с одной стороны, для средств обнаружения и перехвата противника;[65]
- в отличие от межконтинентальных баллистических ракет и баллистических ракет средней дальности, в силу своей скорости полёта не может использоваться в качестве основного оружия первого удара для обезоруживания противника. По словам сотрудника Международного института стратегических исследований Леонарда Бертина, «ни одна держава мира с развитым ракетно-ядерным потенциалом не рискнёт сменить МБР с подлётным временем 20 минут до самых удалённо расположенных стратегических целей в глубине территории противника на крылатые ракеты, летящие 4 часа до целей на расстоянии всего 3 тысяч километров». Но, тем не менее, ракета может использоваться в качестве вспомогательного оружия для нанесения ударов по штабам и органам управления противника, дополняя тем самым имеющийся ядерный арсенал;[67]
- низкая вероятность преодоления эшелонированной системы противоракетной обороны противника, включающей в себя истребительную авиацию и тактические наземные средства ПВО. Совместные учения Армии и ВВС США, показали, что стандартные армейские зенитно-ракетные комплексы «Хок» усовершенствованной модели могут обнаружить в зоне радиолокационной досягаемости, сопровождать до зоны поражения и условно сбить ракету типа «Томагавк» в 7-9 случаях из 10. А по данным американской разведки, советские истребители МиГ-25 обеспечивали эффективное поражение крылатых ракет, летящих на малой высоте;[68] По словам тогдашнего заместителя министра обороны США Уильяма Перри, в силу высокой способности обнаружения малогабаритных целей на фоне помех от местных предметов, которой обладали советские системы противовоздушной обороны типа С-300, вероятный противник располагал достаточно эффективным средством противодействия угрозе применения крылатых ракет со стороны США и НАТО, кроме того, в СССР проводились учения и мероприятия боевой учёбы лётчиков авиации ПВО по обнаружению и поражению имитаторов крылатых ракет при помощи УРВВ;[69]
- протесты антивоенных активистов и сторонников ядерного разоружения в самих США, обусловленные способностью ракеты нести ядерную боевую часть[70].

Основные недостатки ракеты были продиктованы, главным образом, независимыми от разработчиков причинами (географическими и погодно-климатическими особенностями страны - вероятного противника, то есть СССР). Опыт применения ракет против других стран в постсоветский период мировой истории показал, что ракеты демонстрируют высокую эффективность боевого применения на иных театрах военных действий, не имеющих перечисленных ограничивающих факторов, против стран, не обладающих естественной защитой от ракет типа «Томагавк».

## Противодействие
Так как «Томагавк» летит с дозвуковой скоростью (800 км в час), не может маневрировать с большими перегрузками, а также не может использовать ложные цели, то обнаруженная ракета может поражаться современными средствами ПВО и ПРО, удовлетворяющими ограничениям по высотности.

## Боевое применение
Всего с момента принятия на вооружение в боевых операциях применено более 2000 КР. 2000-я ракета была запущена в 2011 году с эсминца USS Barry (DDG-52) во время операции «Odyssey Dawn» в Ливии, в том же году был проведён пятисотый испытательный пуск этой КР за период эксплуатации.
- Война в Персидском заливе (1991) — за всё время операции, согласно «Сводному отчёту о военно-воздушных силах в войне в Персидском заливе» (ориг. — «Gulf War Air Power Survey Summary Report»), было выпущено 297 ракет, 282 из которых успешно поразили установленные цели, 6 ракет отказали сразу после старта и пуск 9 ракет не состоялся по причинам отказов на борту.[77][78] 
 В первые 4 дня операции на крылатые ракеты пришлось только 16 % воздушных ударов, а через 2 месяца их доля достигла 55 % от общего числа ударов, причём 80 % всех ударов КР пришлось на «Томагавки». Среди проявившихся существенных недостатков — длительное время подготовки полётного задания для этого типа КР, оснащённых рельефометрической и оптико-электронной системами коррекции по цифровым картам местности, даже при наличии у расчёта необходимых изображений. Кроме того, малоинформативная равнинная местность, не содержащая достаточного количества ориентиров, или, напротив, местность, способствующая маскировке объекта поражения, заставляли использовать одинаковые маршруты подхода к цели — в результате возрастали потери ракет[79].
- Операция «Решительная сила» (1995)
- Операция «Удар в пустыне» (1996)
- Операция «Лиса пустыни» (1998) — на долю КР («Томагавк» и CALCM) пришлось 72 % от всех воздушных ударов, при этом подготовка к пуску сократилась до 25 часов. Всего было применено 370 КР, из которых только 13 не поразили цели[79].
- Война НАТО против Югославии (1999) — выпущено 218 ракет[80]
- Операция «Бесконечный охват» (1998) — 79 ракет «Томагавк» было выпущено по объектам Аль-Каиды в Судане и Афганистане в качестве мести за подрывы посольств США в Кении и Танзании[81].
- Вторжение в Ирак (2003)
- Интервенция в Ливию (2011) — было выпущено более 200 ракет[75][82]
- Война в Сирии: бомбардировка авиабазы Шайрат (2017) — 59 ракет[83]; удар по Сирии (апрель 2018) — 106 ракет
- Операция «Полуночный молот» (22 июня 2025 года) в ходе израильской военной операции против Ирана: атака на иранские ядерные объекты — 30 ракет[84].

## На вооружении

Распространение Tomahawk

Основными эксплуатантами являются США и Великобритания. 

Нидерланды и Испания в 2005 были заинтересованы в приобретении «Томагавков», но позднее, в 2009 году, отказались от их приобретения.

### Поставки и экспорт
В период с 1998 по 2011 год было поставлено:
- В Великобританию:
  - 55 ракет Tomahawk версии Block III, предназначенных для поражения наземных целей (26 в 1998 году, 7 в 2000 году и 22 в 2003 году)
  - 65 ракет Tactical Tomahawk для поражения наземных целей (между 2007 и 2011 годами)
- Вооружённым силам США:
  - 2135 ракет Tactical Tomahawk для поражения наземных целей (с 2007 года ежегодно по 440 ракет[сн. 5])

Закупки ракет для ВМС США:
| Год  | Ракеты, шт. | Ракеты, млн $ | НИОКР, млн $ | Запчасти, млн $ | Итого, млн $ |
| ---- | ----------- | ------------- | ------------ | --------------- | ------------ |
| 1991 | 678         | 1045,9        | 12,2         | 28,1            | 1097,4       |
| 1992 | 176         | 411,2         | 33,1         | 15,9            | 470,8        |
| 1993 | 200         | 404,2         | 3,7          | 14,7            | 422,6        |

В 2012 году ВМС США заказали у компании Raytheon 361 крылатую ракету Tomahawk Block IV общей стоимостью 338 млн $. Договор предусматривает передачу 238 ракет вертикального запуска для надводных кораблей и 123 ракет для подлодок. Поставка должна завершиться в августе 2014 года.
В 2026 Япония закупит крылатые ракеты «Томагавк» для своего флота (400 ракет на 2,4 млрд долларов США).

## Тактико-технические характеристики
Существует множество модификаций этой ракеты, которые различаются в основном типом боезаряда, предельной дальностью полёта и типом системы наведения.
Гарантийный срок эксплуатации на вариант ракеты Block IV составляет 15 лет. Общий срок эксплуатации, с учётом модернизации составит не менее 30 лет. Поскольку 3600 «Томагавков» последней модификации поступили на вооружение в 2004 году, первая проверка будет в 2019 финансовом году, тогда же и их модернизация в ракеты варианта Block V в двух модификациях: Индекс Block Va (обозначение RGM-109E/UGM-109E) получат крылатые ракеты, переоборудуемые в вариант Maritime Strike Tomahawk (MST), оснащаемые системой наведения для возможности поражения надводных целей. Индекс Block Vb (обозначение RGM-109M/UGM-109M) получат ракеты, сохраняющие основное назначение для поражения наземных целей и оснащаемые (после 2022 года) новой проникающей боевой частью Joint Multiple Effects Warhead System (JMEWS). JMEWS сочетает кумулятивный предзаряд с проникающей боеголовкой, может также обеспечиваться воздушный или наземный (непроникающий) подрыв боевой части.
|                                        | RGM/UGM-109A TLAM-N                                                             | RGM/UGM-109B TASM                                         | BGM-109G GLCM                                             | RGM/UGM-109C TLAM-C                                       | RGM/UGM-109C TLAM-C                                                                | RGM/UGM-109D TLAM-D                                                               | RGM/UGM-109D TLAM-D                                                                | RGM/UGM-109E Tactical Tomahawk                                                                       | RGM/UGM-109H TTPV                                                                                    |
| -------------------------------------- | ------------------------------------------------------------------------------- | --------------------------------------------------------- | --------------------------------------------------------- | --------------------------------------------------------- | ---------------------------------------------------------------------------------- | --------------------------------------------------------------------------------- | ---------------------------------------------------------------------------------- | --- | --- |
| Изображение                            |                                                                                 |                                                           |                                                           |                                                           |                                                                                    |                                                                                   |                                                                                    | | |
| Этап модернизации                      | Tomahawk Block I                                                                | Tomahawk Block I                                          |                                                           | Tomahawk Block II / IIA                                   | Tomahawk Block III                                                                 | Tomahawk Block II / IIB                                                           | Tomahawk Block III                                                                 | Tomahawk Block IV (ранее Block V)                                                                    | |
| Базирование                            | Надводное / Подводное                                                           | Надводное / Подводное                                     | Мобильное наземное                                        | Надводное / Подводное                                     | Надводное / Подводное                                                              | Надводное / Подводное                                                             | Надводное / Подводное                                                              | Надводное / Подводное (с УВП)                                                                        | Надводное / Подводное                                                                                |
| Год начала поставок                    | 1983                                                                            | 1983                                                      | 1983                                                      | 1986                                                      | 1993                                                                               | 1988                                                                              | 1993                                                                               | 2004                                                                                                 | 2005 (план)                                                                                          |
| Дальность                              | 2500 км                                                                         | 460 км (550 км)                                           | 2500 км                                                   | 1250 км                                                   | 1600 км (до 1850)                                                                  | 870 км                                                                            | 1250 км                                                                            | 1600 км (2400)                                                                                       | нет данных                                                                                           |
| Длина                                  | 5,56 м 6,25 м (со стартовым ускорителем)                                        | 5,56 м 6,25 м (со стартовым ускорителем)                  | 5,56 м 6,25 м (со стартовым ускорителем)                  | 5,56 м 6,25 м (со стартовым ускорителем)                  | 5,56 м 6,25 м (со стартовым ускорителем)                                           | 5,56 м 6,25 м (со стартовым ускорителем)                                          | 5,56 м 6,25 м (со стартовым ускорителем)                                           | 5,56 м 6,25 м (со стартовым ускорителем)                                                             | 5,56 м 6,25 м (со стартовым ускорителем)                                                             |
| Размах крыла                           | 2,62 м                                                                          | 2,62 м                                                    | 2,62 м                                                    | 2,62 м                                                    | 2,62 м                                                                             | 2,62 м                                                                            | 2,62 м                                                                             | 2,62 м                                                                                               | 2,62 м                                                                                               |
| Диаметр                                | 531 мм (518)                                                                    | 531 мм (518)                                              | 518 мм                                                    | 531 мм (518)                                              | 531 мм (518)                                                                       | 531 мм (518)                                                                      | 531 мм (518)                                                                       | 531 мм (518)                                                                                         | 531 мм (518)                                                                                         |
| Масса                                  | 1180 кг 1450 кг (с СДУ)                                                         | 1180 кг 1450 кг (с СДУ)                                   | 1200 кг 1470 кг (с СДУ)                                   | 1310 кг 1590 кг (с СДУ)                                   | 1450 кг                                                                            | 1220 кг 1490 кг (с СДУ)                                                           |                                                                                    | ~1500 кг                                                                                             | 1200 кг                                                                                              |
| Запас топлива                          |                                                                                 |                                                           |                                                           | ~365 кг                                                   | ~465 кг                                                                            | ~365 кг                                                                           | ~465 кг                                                                            | | |
| Скорость полёта                        | до 880 км/ч (0,5-0,75 М)                                                        | до 880 км/ч (0,5-0,75 М)                                  | до 880 км/ч (0,5-0,75 М)                                  | до 880 км/ч (0,5-0,75 М)                                  | до 880 км/ч (0,5-0,75 М)                                                           | до 880 км/ч (0,5-0,75 М)                                                          | до 880 км/ч (0,5-0,75 М)                                                           | до 880 км/ч (0,5-0,75 М)                                                                             | до 880 км/ч (0,5-0,75 М)                                                                             |
| Маршевый двигатель                     | ТРДД Williams F107-WR-400 тягой 2,7 кН                                          | ТРДД Williams F107-WR-400 тягой 2,7 кН                    | ТРДД Williams F107-WR-400 тягой 2,7 кН                    | ТРДД Williams F107-WR-400 тягой 2,7 кН                    | ТРДД Williams F107-WR-402 тягой 3,1 кН                                             | ТРДД Williams F107-WR-400 тягой 2,7 кН                                            | ТРДД Williams F107-WR-402 тягой 3,1 кН                                             | ТРДД Williams F415-WR-400/402 тягой 3,1 кН                                                           | ТРДД Williams F415-WR-400/402 тягой 3,1 кН                                                           |
| Стартовый двигатель                    | РДТТ Atlantic Research Mk 106 тяга 26,7 кН в течение 12 с                       | РДТТ Atlantic Research Mk 106 тяга 26,7 кН в течение 12 с | РДТТ Atlantic Research Mk 106 тяга 26,7 кН в течение 12 с | РДТТ Atlantic Research Mk 106 тяга 26,7 кН в течение 12 с | РДТТ Atlantic Research Mk 106 тяга 26,7 кН в течение 12 с                          | РДТТ Atlantic Research Mk 106 тяга 26,7 кН в течение 12 с                         | РДТТ Atlantic Research Mk 106 тяга 26,7 кН в течение 12 с                          | РДТТ Mk 135                                                                                          | РДТТ Mk 135                                                                                          |
| Боевая часть                           | ядерная W80 (5-150 кт), 110 кг                                                  | полубронебойная WDU-25/B, 450 кг (от Bullpup B)           | ядерная W84 (5-150 кт)                                    | полубронебойная WDU-25/B, 450 кг                          | ОФБЧ WDU-36/B, 340 кг (ВВ — PBXN-107)                                              | кассетная 166 БЭ комбинированного действия BLU-97/B CEB (по 1,5 кг) в 24 кассетах | кассетная 166 БЭ комбинированного действия BLU-97/B CEB (по 1,5 кг) в 24 кассетах  | ОФБЧ WDU-36/B, 340 кг (PBXN-107 Type 2)                                                              | проникающая WDU-43/B                                                                                 |
| Система управления на маршевом участке | инерциальная (ИНС) с коррекцией по контуру рельефа местности (TERCOM AN/DPW-23) | ИНС                                                       | ИНС + TERCOM                                              | ИНС P-1000 + TERCOM AN/DPW-23                             | ИНС RPU (на КЛГ) + коррекция от TERCOM AN/DPW-23 и приёмника NAVSTAR (5-канальный) | ИНС P-1000 + TERCOM AN/DPW-23                                                     | ИНС RPU (на КЛГ) + коррекция от TERCOM AN/DPW-23 и приёмника NAVSTAR (5-канальный) | ИНС (на ВОГ) + Помехоустойчивый NAVSTAR + TERCOM + двухсторонняя спутниковая связь (УКВ) с носителем | ИНС (на ВОГ) + Помехоустойчивый NAVSTAR + TERCOM + двухсторонняя спутниковая связь (УКВ) с носителем |
| Система наведения на конечном участке  |                                                                                 | АРЛГСН AN/DSQ-28 (10-20 ГГц)                              |                                                           | ОЭСК по цифровым картам местности AN/DXQ-1 (DSMAC)        | ОЭСК DSMAC IIA                                                                     | ОЭСК AN/DXQ-1 (DSMAC)                                                             | ОЭСК DSMAC IIA                                                                     | ОЭСК DSMAC IV                                                                                        | ОЭСК DSMAC IV                                                                                        |
| Точность (КВО)                         | 80 м (35 м)                                                                     |                                                           | 80 м                                                      | 20-25 м (10 м)                                            | 10-15 м (8 м)                                                                      | 20-25 м (10 м)                                                                    | 10-15 м                                                                            | 5-10 м                                                                                               | 5-10 м                                                                                               |

## Аналоги
- 3М10
- 3М14
- Циркон (3М22)